# Vieux Lyon
Pour les articles homonymes, voir Lyon (homonymie).

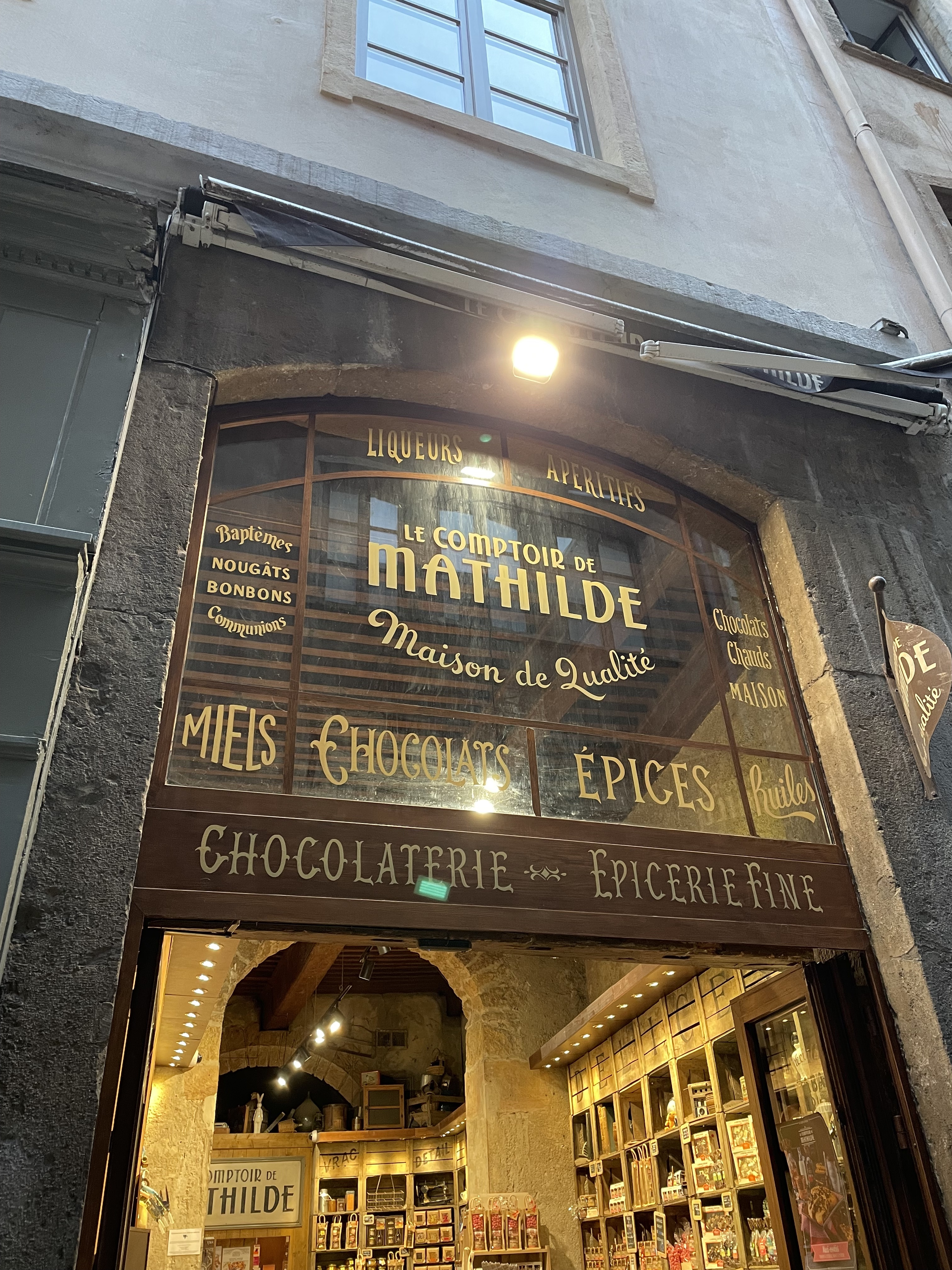
Le comptoir de Mathilde, restaurant dans le Vieux Lyon

Le Vieux Lyon est un quartier situé dans la ville de Lyon, le long de la rive droite de la Saône, au bas de la colline de Fourvière. Il est considéré comme le quartier médiéval et Renaissance de la ville. Il comprend trois quartiers distincts (Saint-Jean, Saint-Paul et Saint-Georges) et a connu plusieurs phases d'urbanisation au cours de l'histoire de la ville de Lyon.
Délaissé et méprisé au XIXe siècle, plusieurs actions de revalorisation patrimoniale dès les années 1880 transforment progressivement l'idée d'insalubrité et de misère associées à ce quartier pour le faire devenir l'incarnation du quartier historique de la ville, aujourd'hui protégé en tant que secteur sauvegardé et inscrit au patrimoine de l'Unesco.

## Urbanisme
La ville de Lyon prend son essor en 43 avant J.-C. par l'implantation de Romains sur la colline de Fourvière qui se développe ensuite en ville. À la suite de la chute de l'Empire romain, la ville survit comme centre économique important et il s'y implante plusieurs ordres monastiques. L'une des particularités de la ville de Lyon est qu'au lieu de reconstruire son centre-ville sur l'ancien comme c'est bien souvent le cas dans les villes européennes, ce dernier a été reconstruit ailleurs vers l'est au fil des siècles, délaissant donc les précédents en l'état, comme témoins d'une époque.
L'ensemble du Vieux Lyon s'étend au bas de la colline de Fourvière, et entre 1999 et 2014 sa population augmente de 7 %. Le quartier est considéré comme un quartier rajeunissant et dont la couche sociale s'élève. Il est composé de trois grands secteurs : Saint-Georges, Saint-Jean et Saint-Paul.

### Trois quartiers distincts

#### Saint-Georges
Les sites historiques importants de ce quartier sont :
- L'église Saint-Georges
- La place de la Trinité

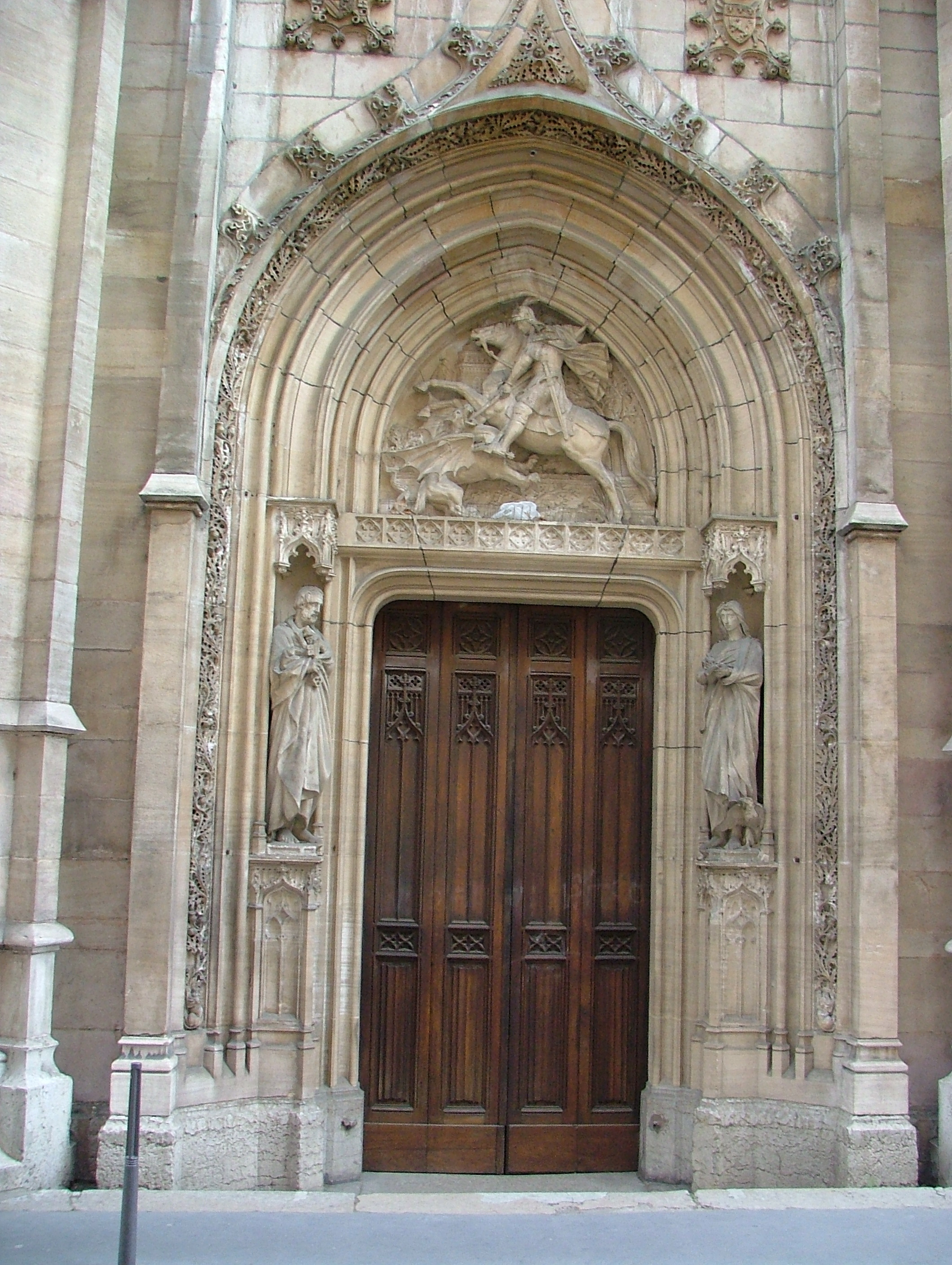
Le portail de l'église Saint-Georges
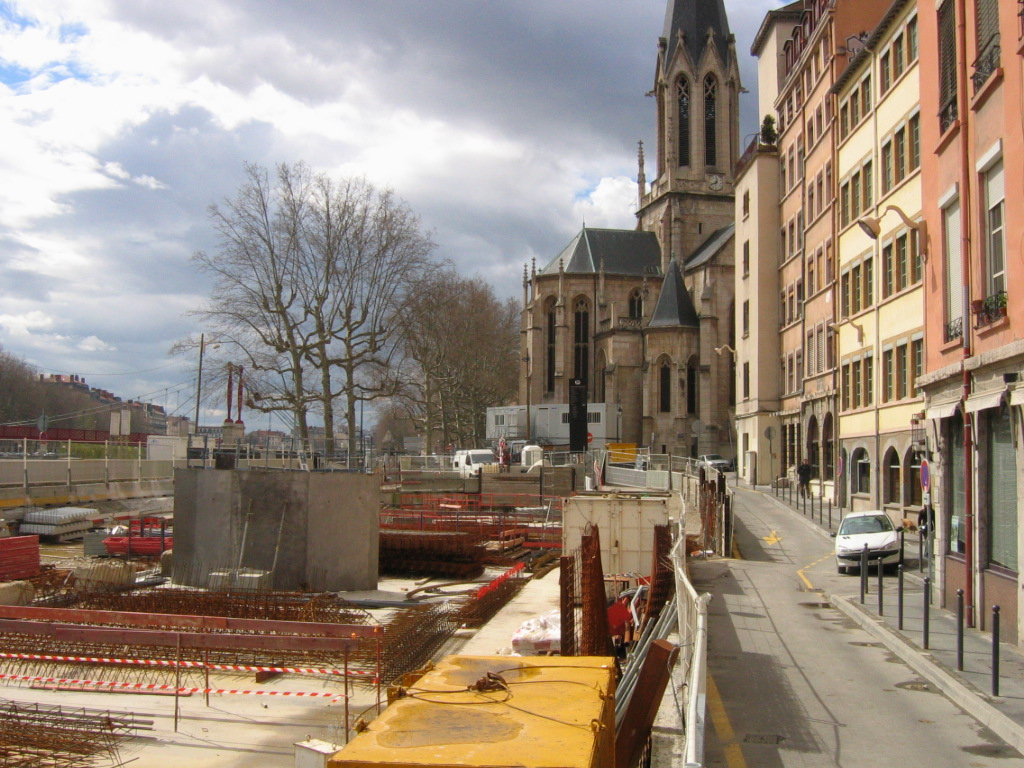
La place Benoît Crépu en travaux
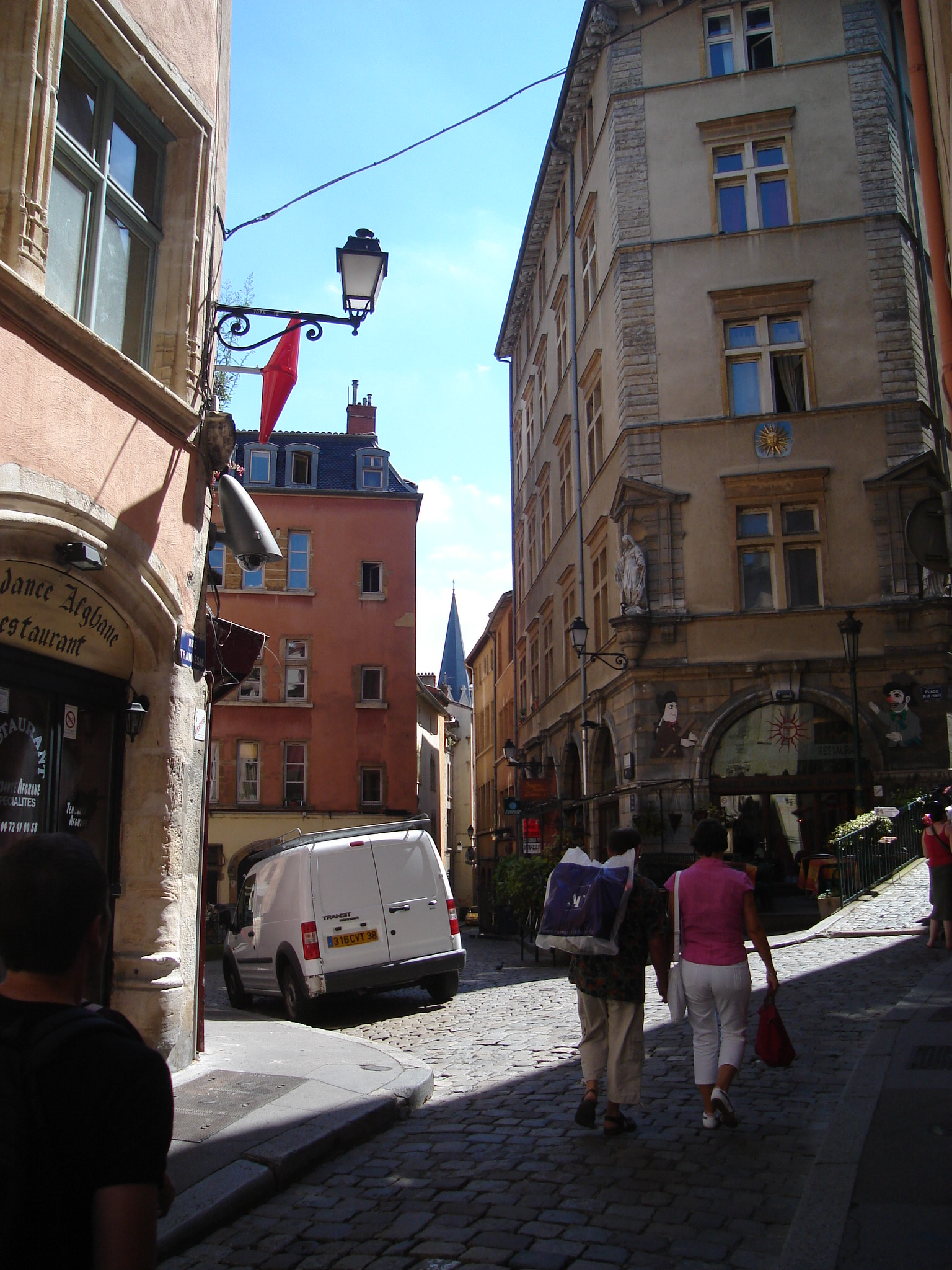
La place de la Trinité
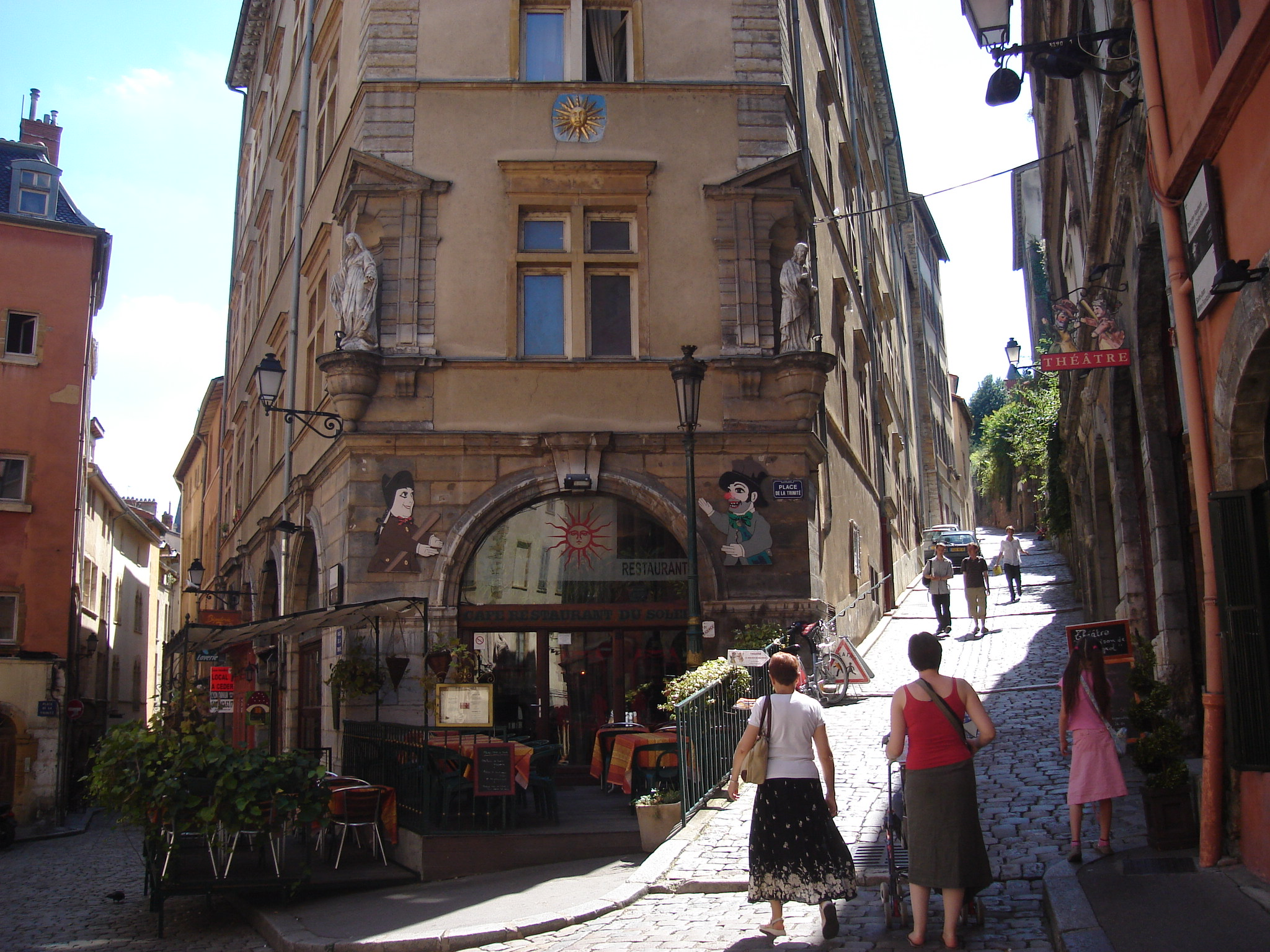
La place de la Trinité
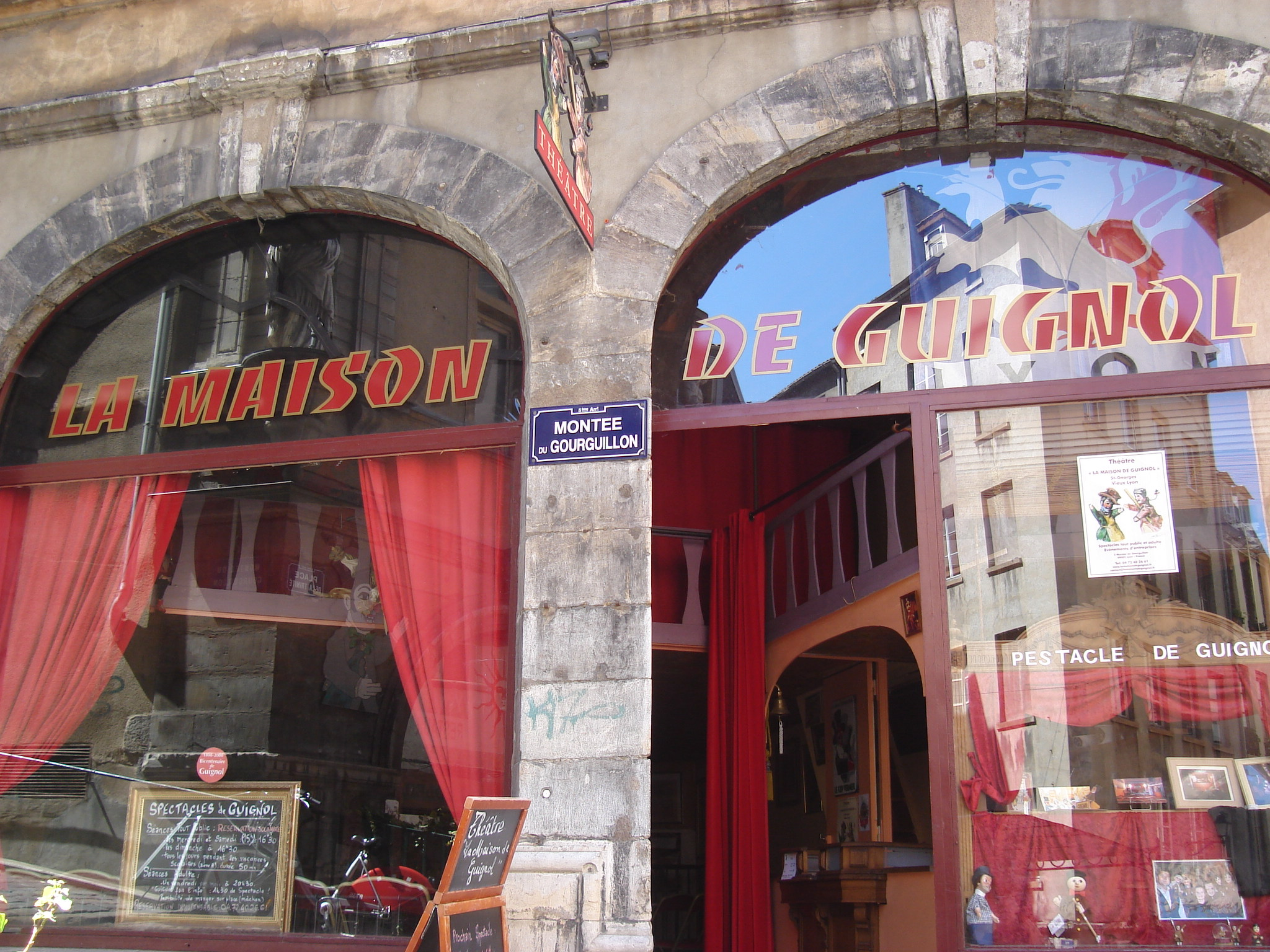
La maison de guignol

#### Saint-Jean
Saint-Jean est le quartier le plus connu grâce à la Primatiale Saint-Jean. Son artère principale est la rue Saint-Jean, traversant le quartier jusqu'au quartier Saint-Paul. Les sites historiques importants sont :
- La Primatiale Saint-Jean
- Le Palais Saint-Jean, ancien palais archiépiscopal, actuel Bibliothèque du 5e arrondissement de Lyon depuis 1972[4].
- Les musées Gadagne, place du Petit Collège, consacrés à l'histoire de Lyon et à l'art de la marionnette[5].
- La maison du Crible dite "Tour rose", 16 rue du Bœuf.
- L'Hôtel du Chamarier dit aussi Maison François d'Estaing au 37 rue Saint-Jean. François d'Estaing réside à Lyon entre 1489 et 1496, d'abord en tant que détenteur du canonicat de Lyon puis en tant que chamarier de la ville[6].
- Cour de l'Auberge de la Croix d'Or au 60 rue Saint-Jean. La cour date du XVe siècle et la maison était le siège de l'Ordre des Avocats jusqu'en 1990 où elle fut rachetée par Dan Ohlmann qui la transforma en musée de la Miniature et du Décor du cinéma[7].

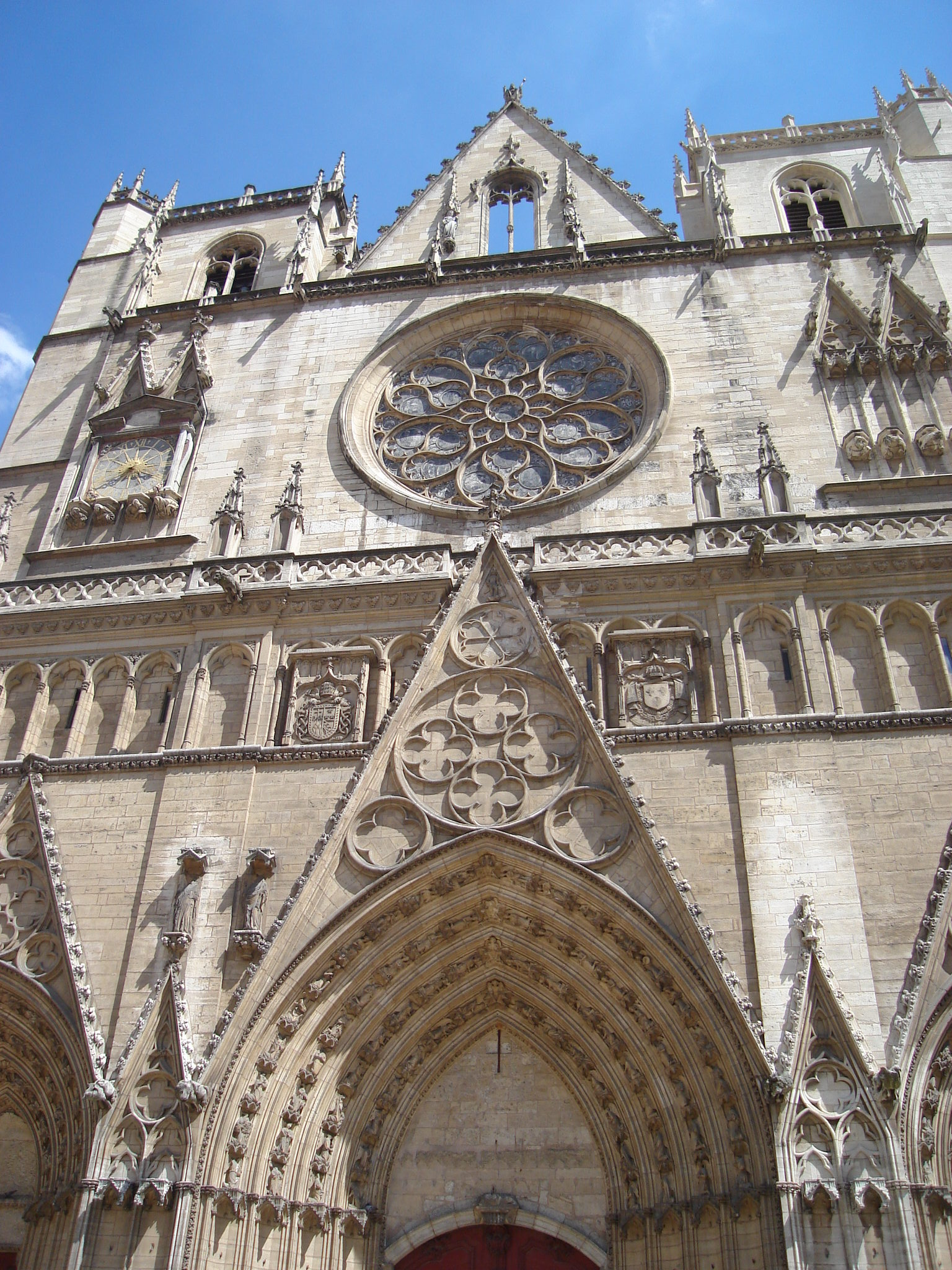
Primatiale Saint-Jean
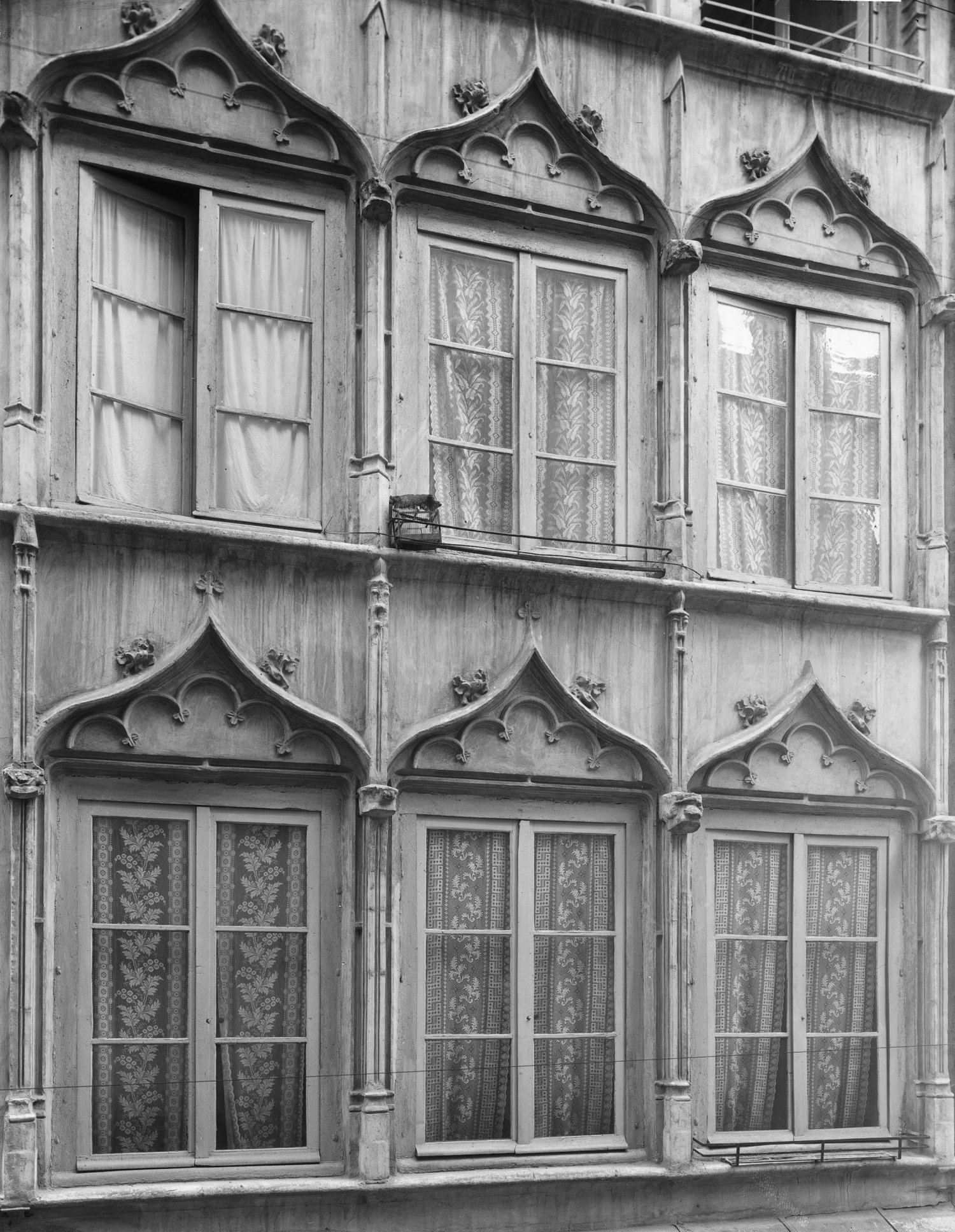
Façade du 7 rue Saint-Jean par Jules Sylvestre
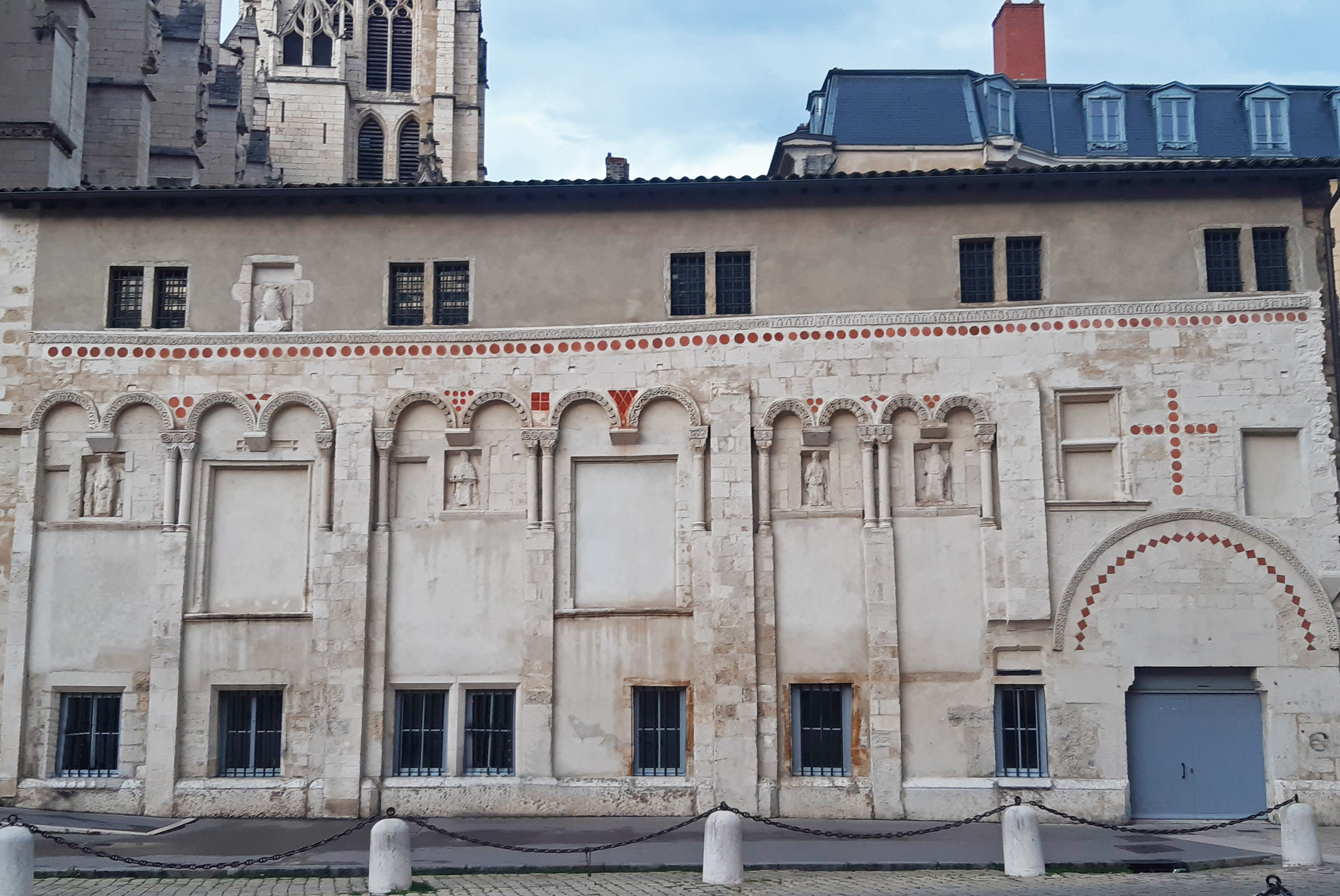
Façade ouest de la Manécanterie donnant sur la place Saint-Jean.
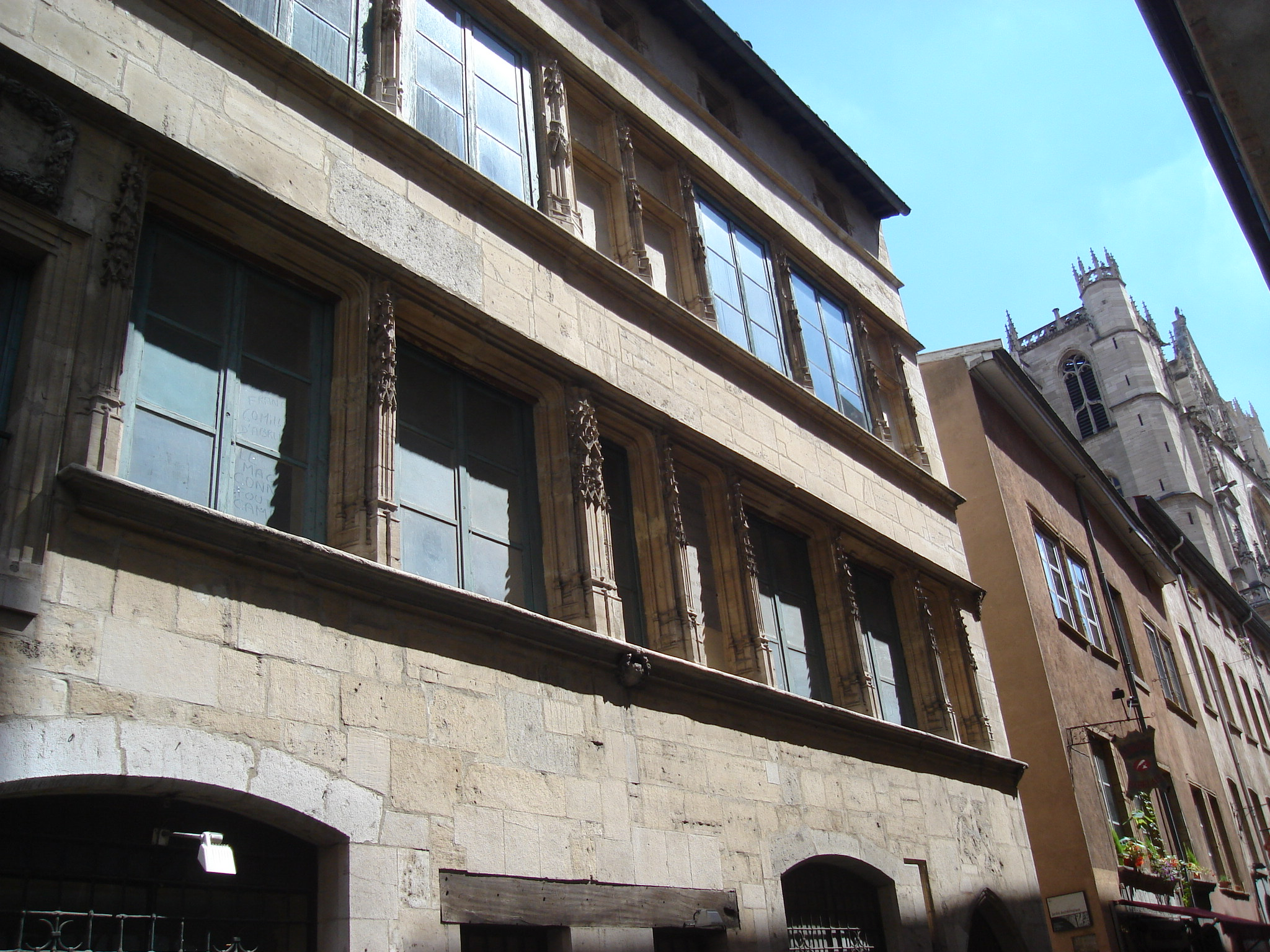
Maison du Chamarier
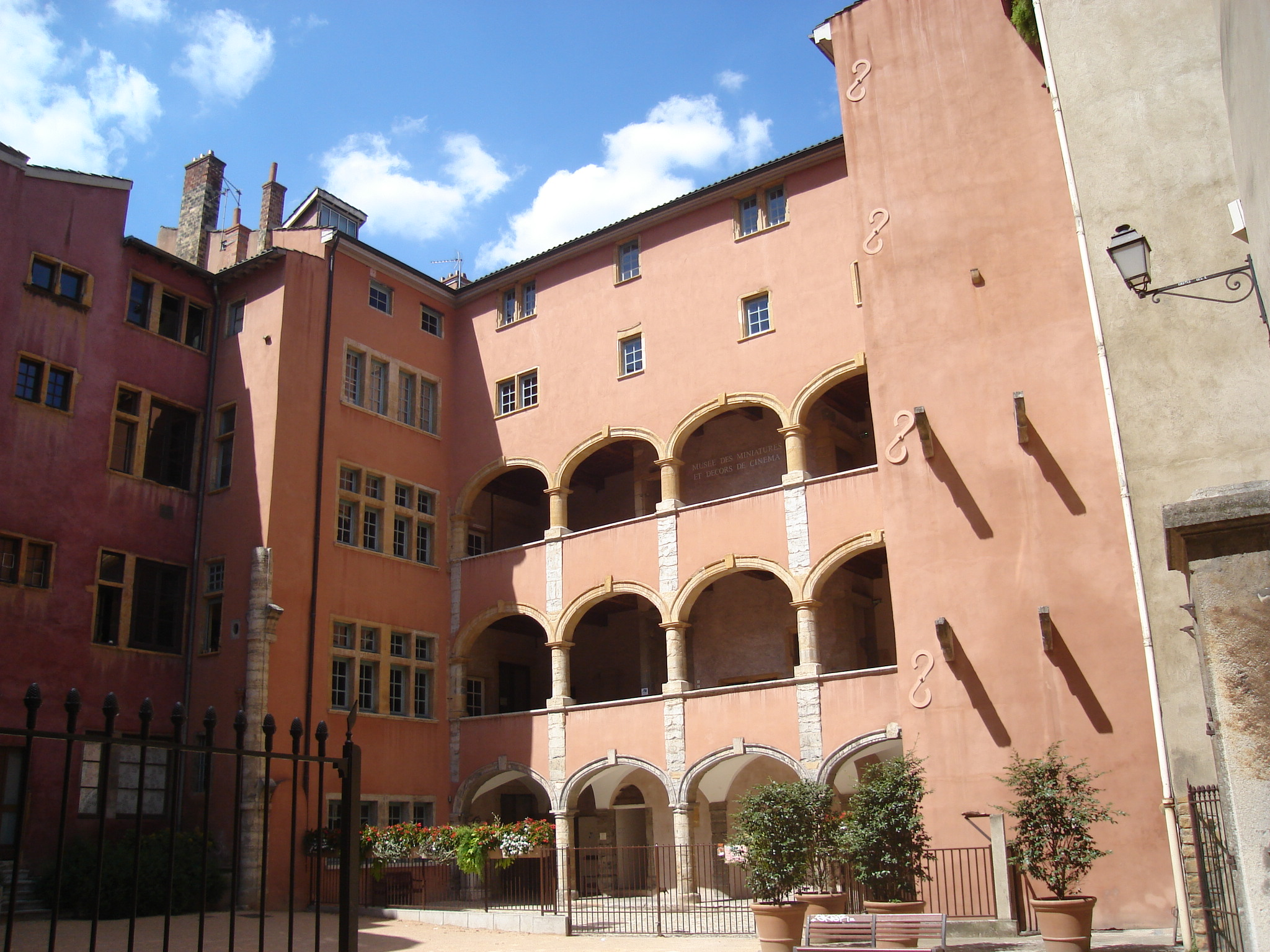
Ancienne Maison des avocats
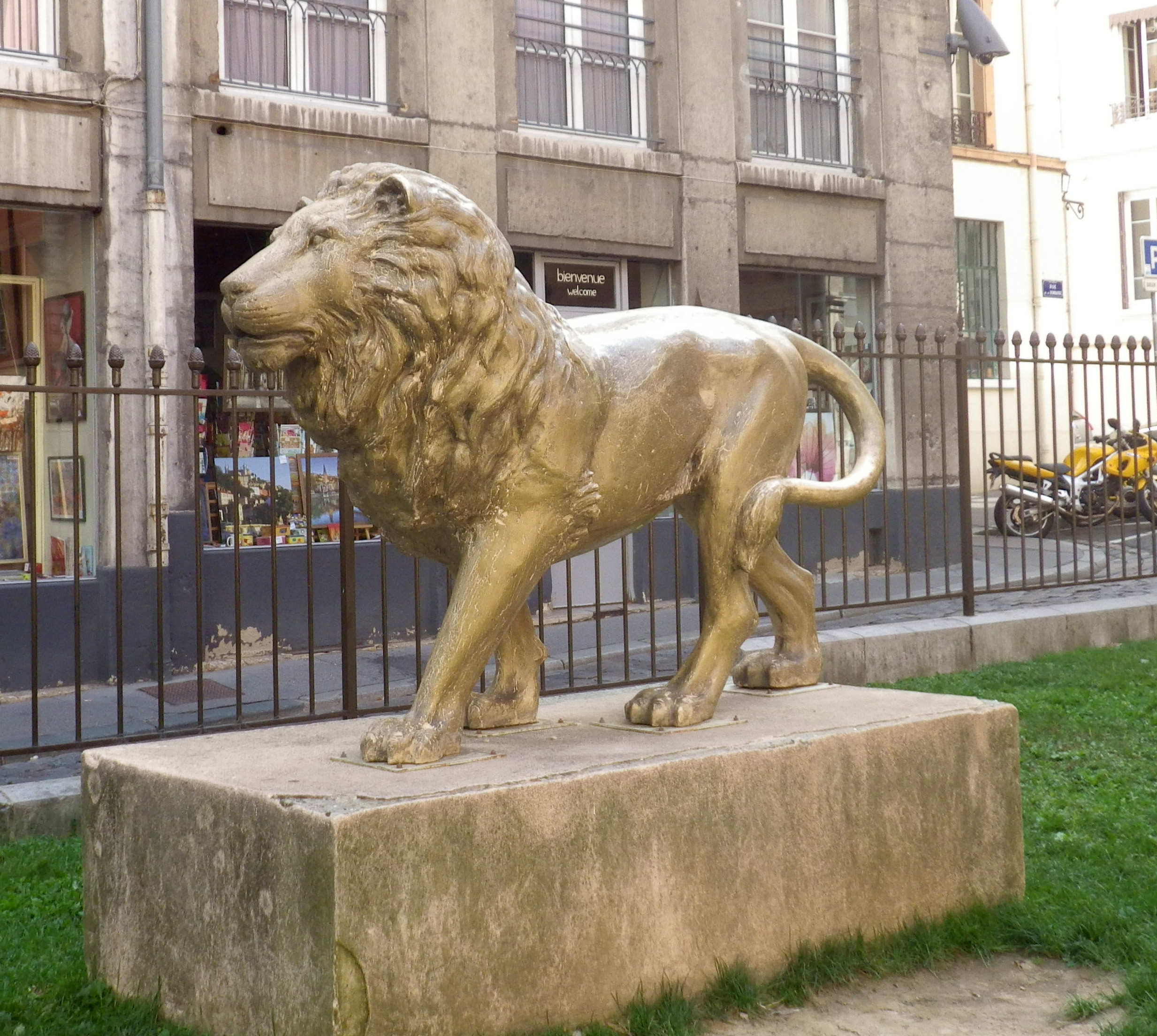
Lion en résine créé à l'occasion d'un concours lancé par la ville de Lyon.
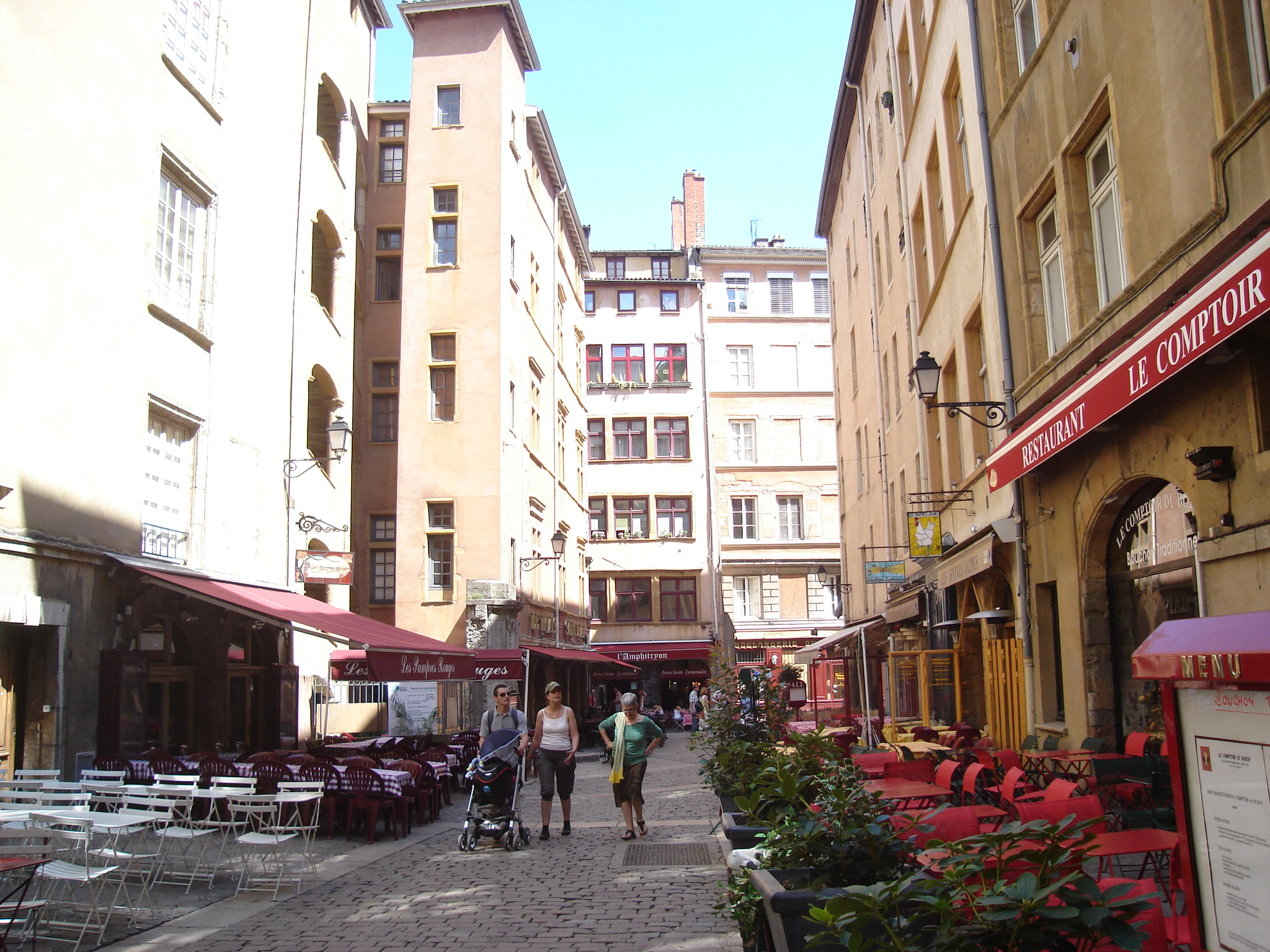
Place neuve Saint-Jean
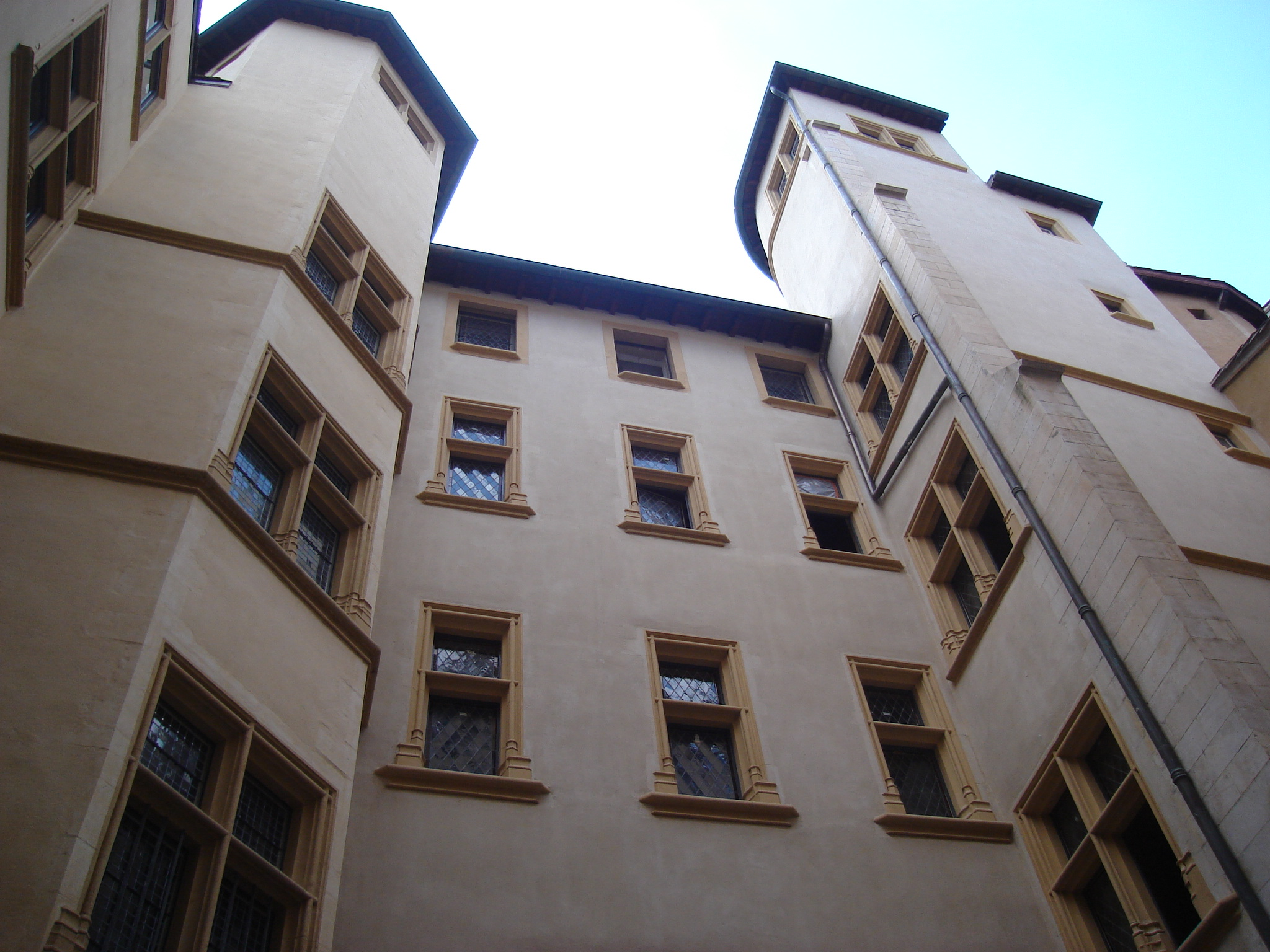
Les Musées Gadagne
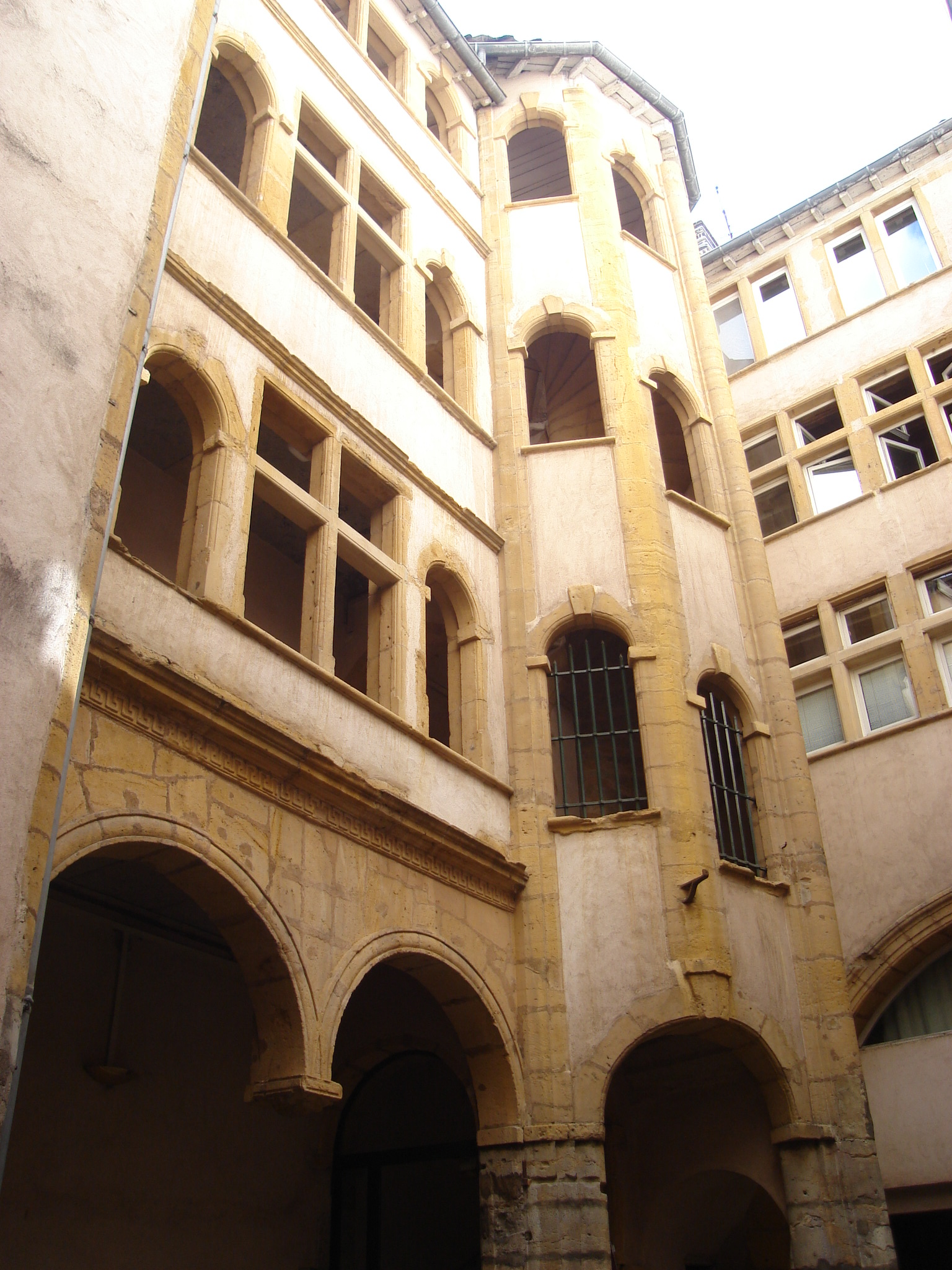
Traboule
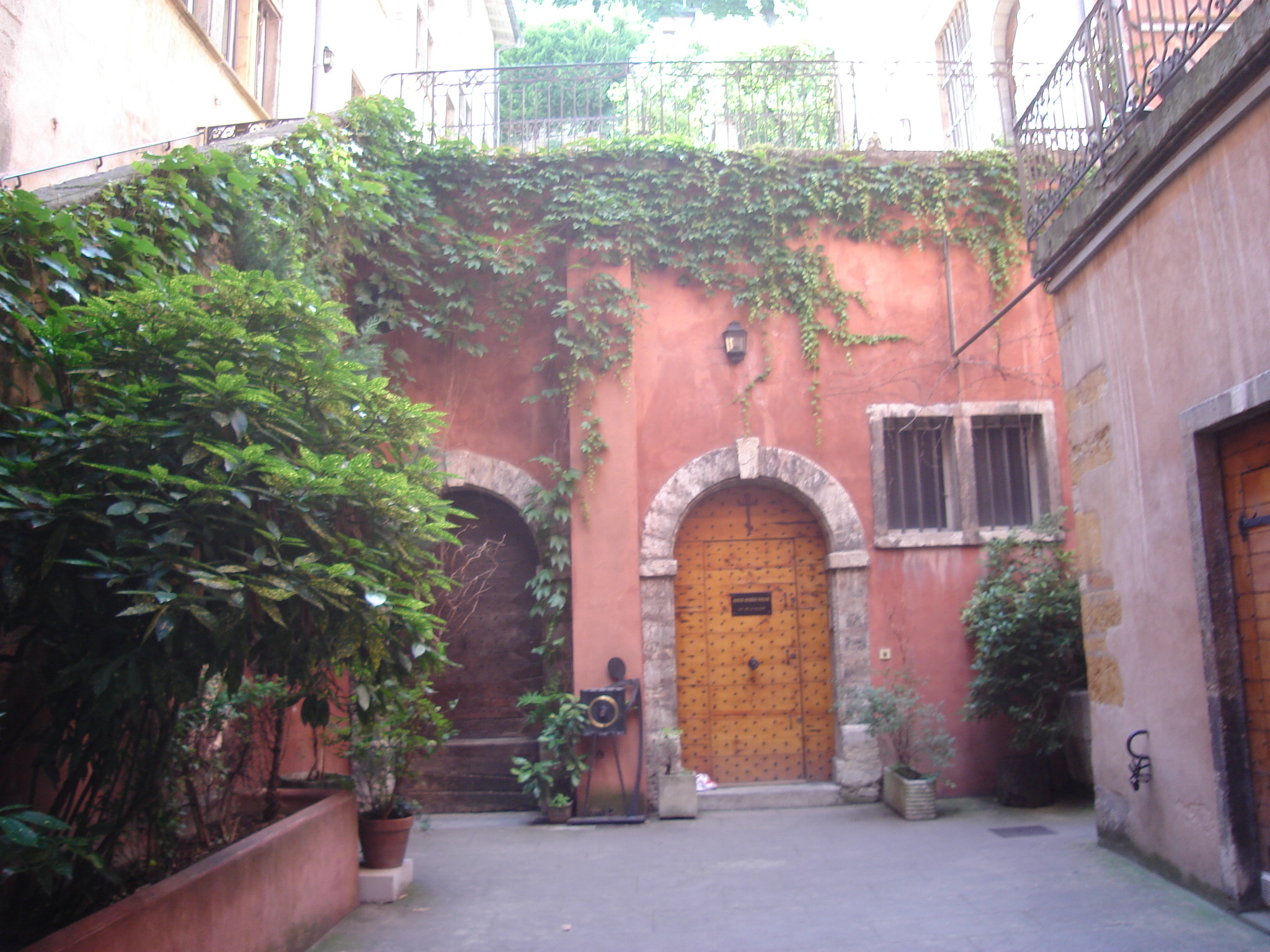
Cour de la Tour Rose
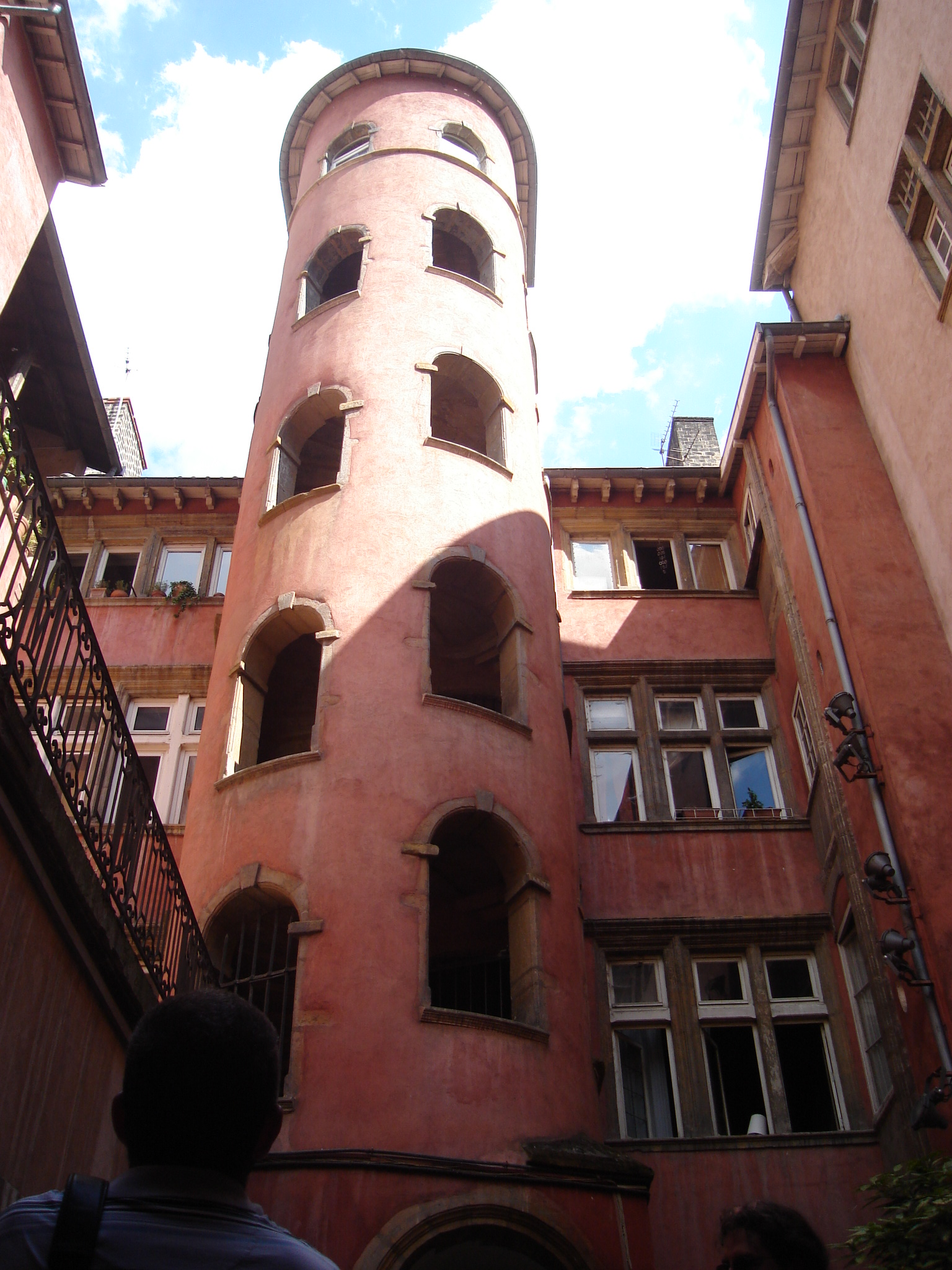
La maison du Crible dit "Tour Rose"
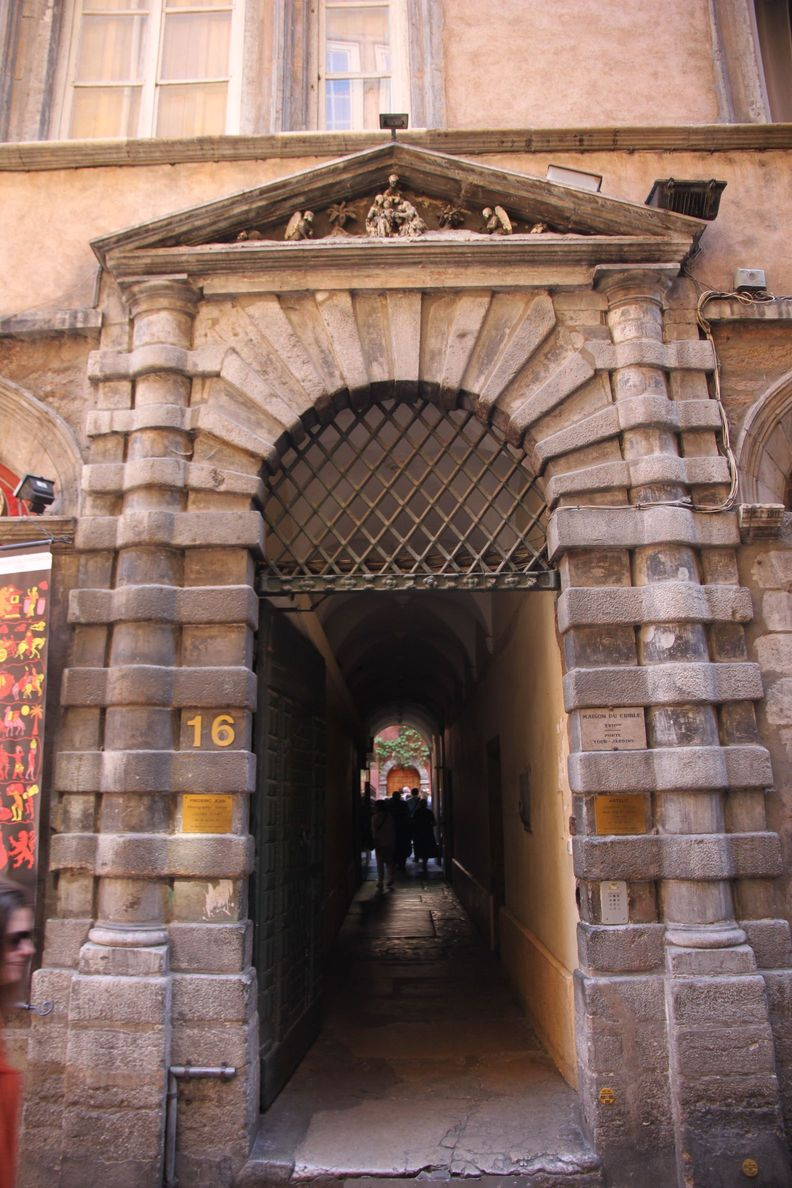
Portail Renaissance de la Maison du Crible dit "Tour Rose"
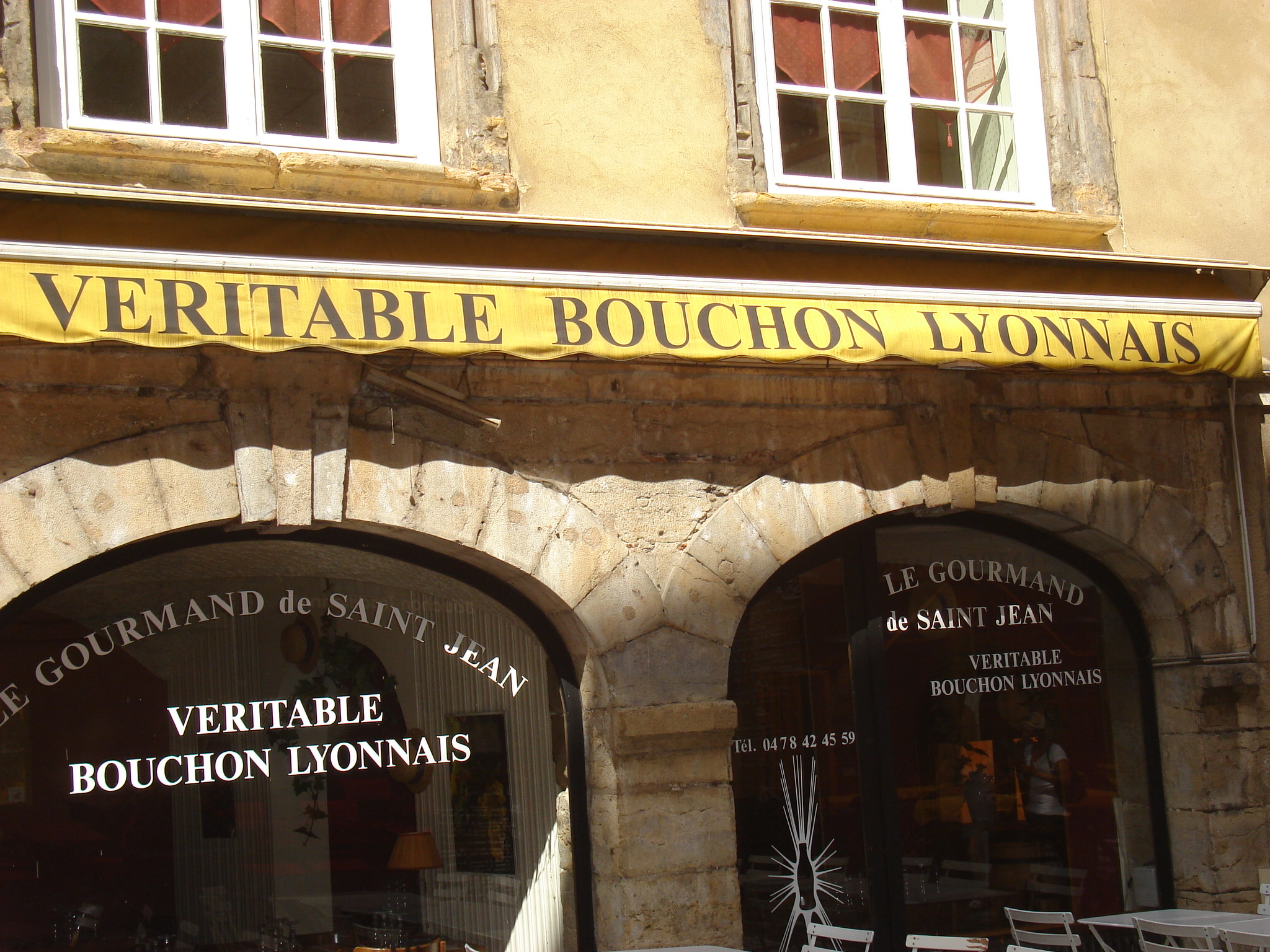
Bouchon lyonnais
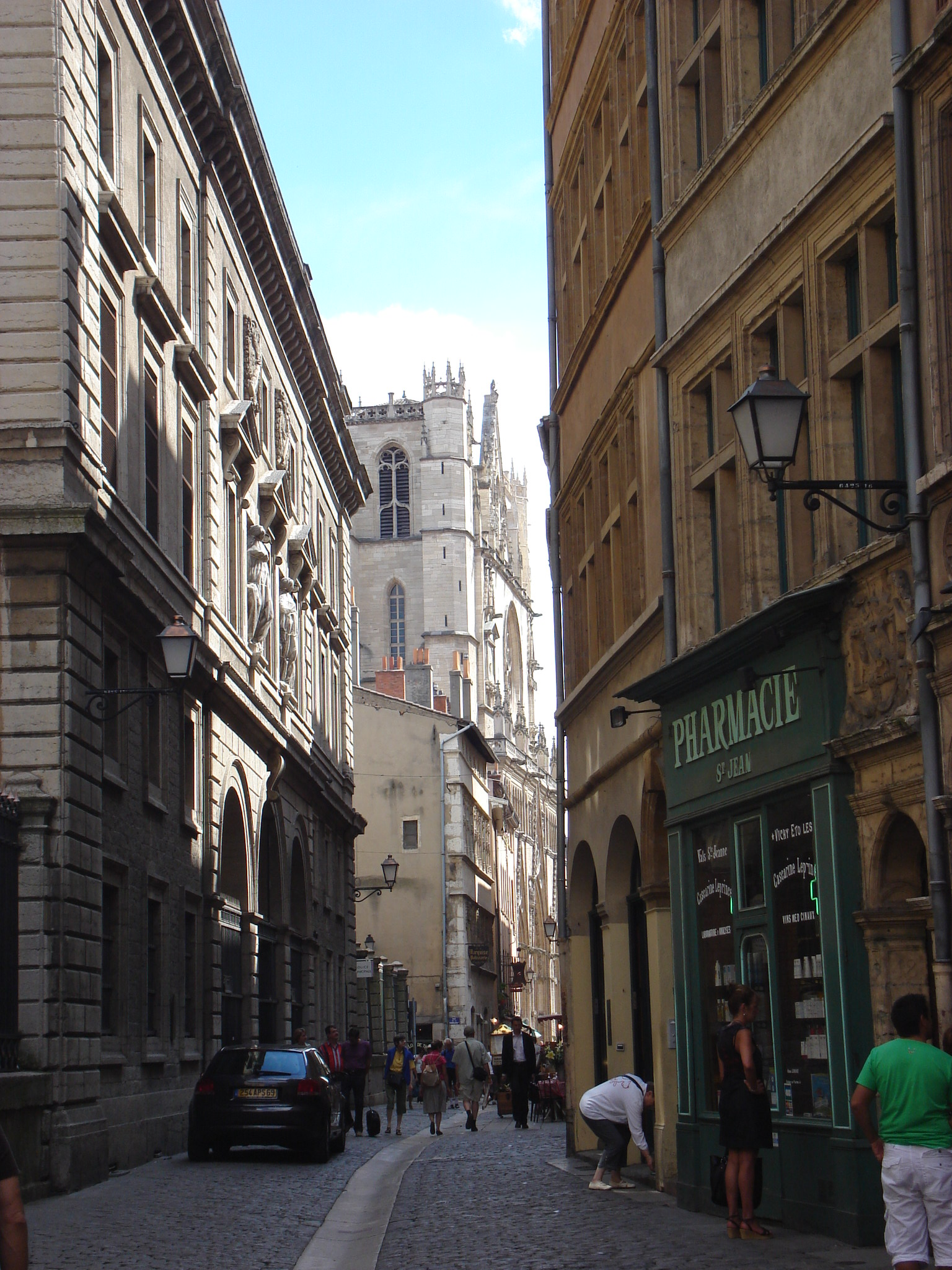
Rue Saint-Jean

#### Saint-Paul
Saint-Paul est le quartier entourant la gare Saint-Paul et l'église éponyme. C'est le quartier lycéen du Vieux Lyon, avec deux établissements privés principaux, les Maristes et Aux Lazaristes.
Ce quartier fut mis en scène dans le film de Bertrand Tavernier L'Horloger de Saint-Paul, dont le magasin se situait rue de la Loge.
Les sites historiques importants de ce quartier sont :
- La gare de Saint-Paul, ouverte en 1876, pour desservir la vallée d'Azergues au nord de Lyon.
- La place Saint-Paul, attenante à la gare.
- L'église Saint-Paul
- Le 2 place de la Boucherie, ancienne maison de Laurent Mourguet dès 1795, le créateur de Guignol.
- La Loge au Change, construite entre 1747 et 1749 par l'architecte Soufflot[8].

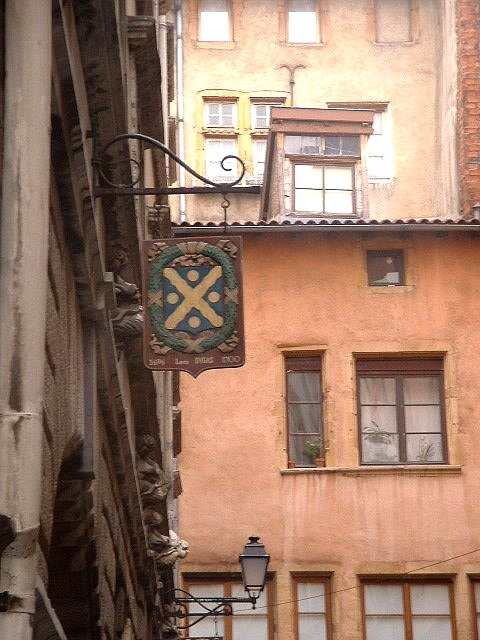
Rue Juiverie
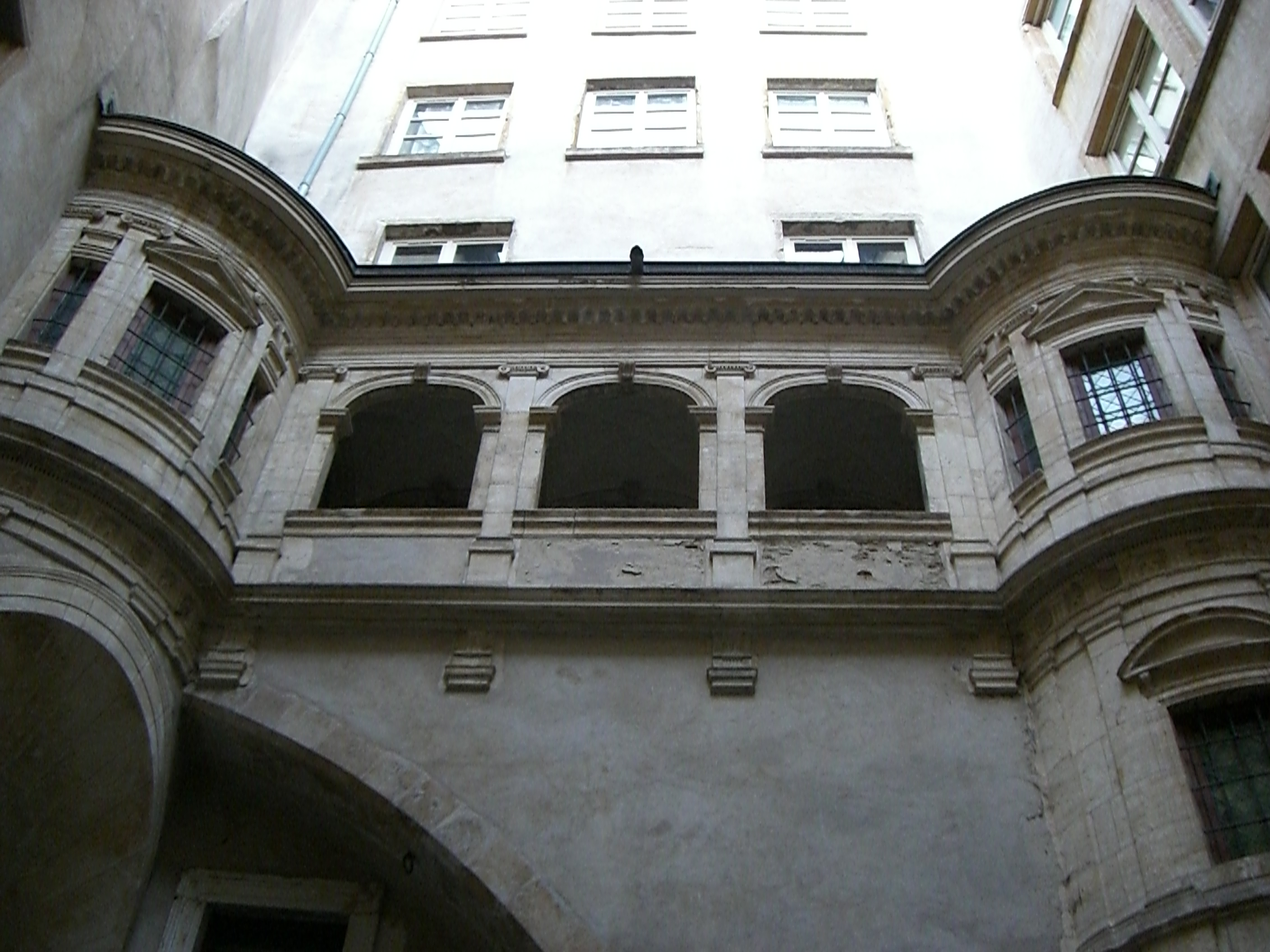
Hôtel de Bullioud - 1
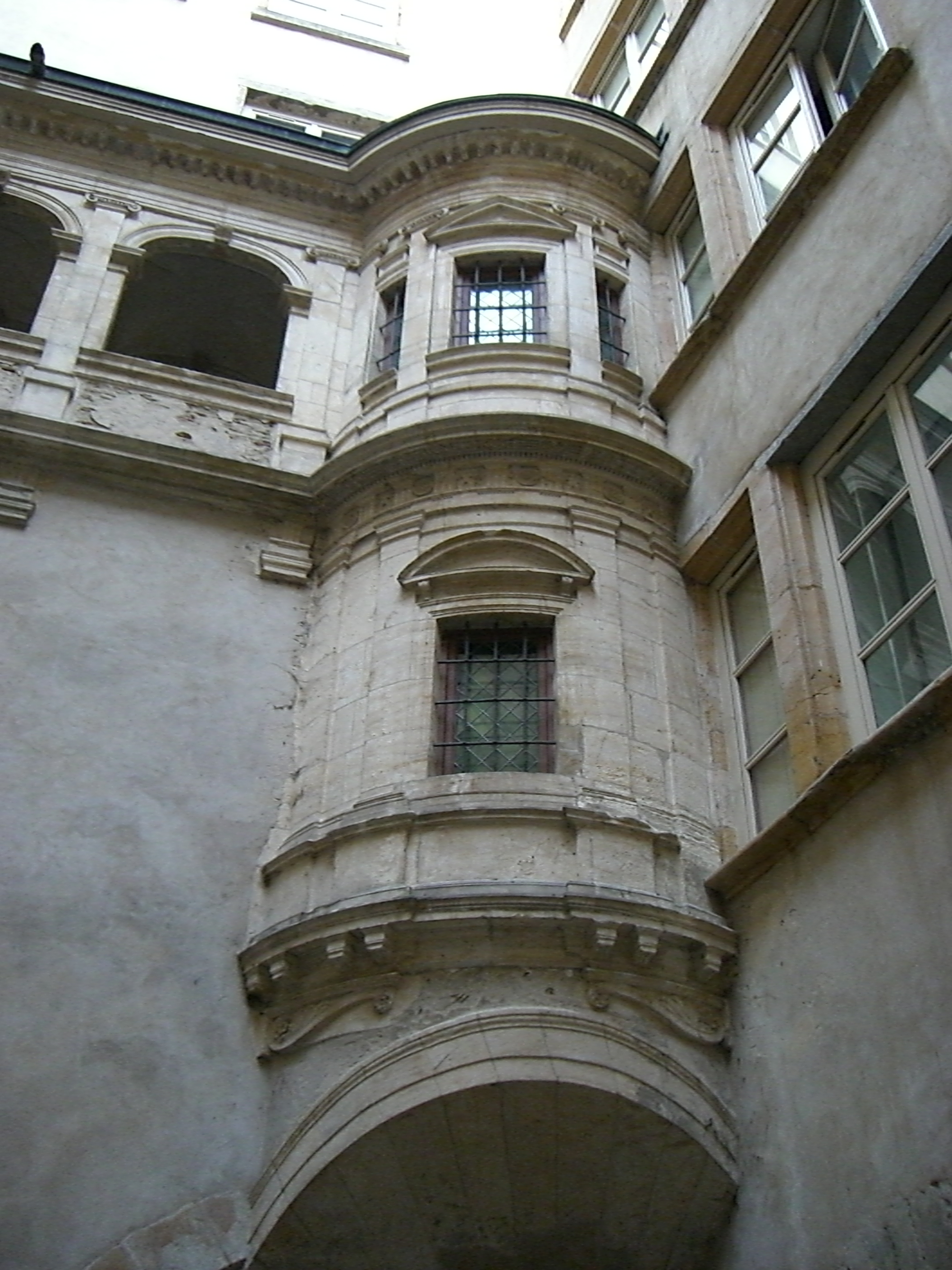
Hôtel de Bullioud - 2
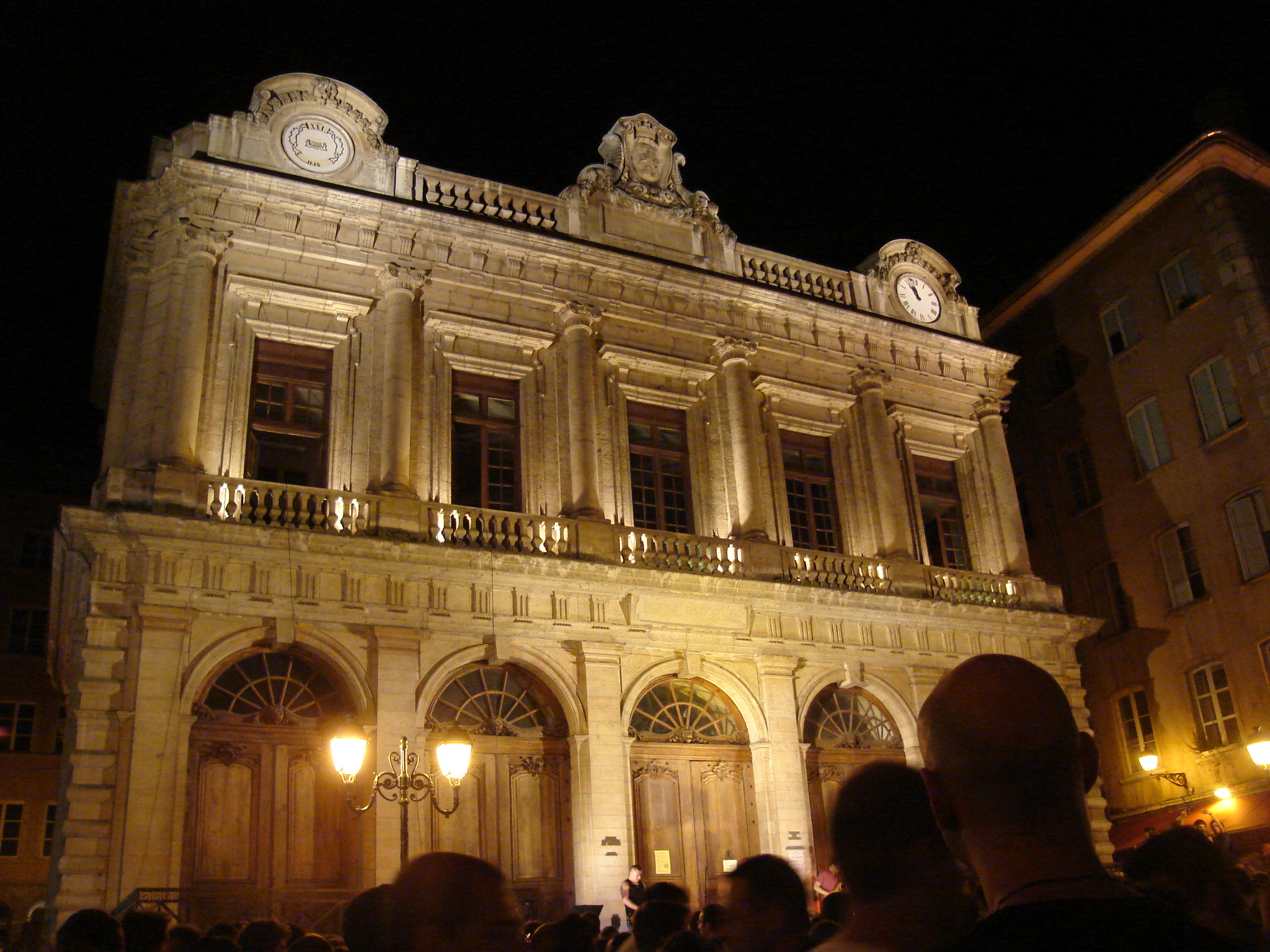
Temple du Change

## L'abandon du Vieux Lyon

### LeXIXesiècle

#### Abandon et mépris
La vision du Vieux Lyon au XIXe siècle fait perdurer le mépris du XVIIIe pour les édifices gothiques, médiévaux, très présents sur le site. Il y a donc peu de visites ou de mention du quartier dans les livres. Seules la Primatiale et la Loge au Change attirent un peu l'attention. Cependant le tout ne fait jamais plus que quelques paragraphes. Le Vieux Lyon est vu comme tortueux, sale, "gothique" selon les termes de l'époque. En effet, l'état dégradé du quartier est à l'opposé de la rénovation urbaine commencée dans le centre de la ville.
Ce manque de déambulation dans le quartier est également dû au fait que les lyonnais qui n'y résident pas sont peu invités à s'y rendre. En effet, le seul bâtiment administratif implanté est le Palais de Justice mais il se trouve aussi sur un abord ce qui limite la circulation. Seuls les résidents animent le quartier. Ils sont d'ailleurs aux yeux des autres habitants le reflet de leur propre quartier, c'est-à-dire sales et misérables. Il y a en effet une certaine distance sociale entre le Vieux Lyon et le reste de la ville. Saint-Georges est alors connu pour être le quartier des canuts les moins aisés avec le moins de métiers Jacquard à disposition. Alors qu'on trouve par exemple, dans l'arrondissement de Perrache, notaires et avocats, les professions des trois quartiers du Vieux Lyon sont plus modestes : bouchers, teinturiers, etc.
Les érudits et les savants du terroir ne sont donc pas intéressés par le Vieux Lyon. Ce mépris est explicité par les mots de Louis Boitel en 1833 : « C'est un quartier mort ». Les quelques brèves descriptions du quartier dans les ouvrages se contentent de rappeler l'époque de faste de la cour de François Ier au XVIe siècle. Ainsi, la Renaissance s'esquisse déjà comme la référence artistique et historique pour ce quartier, bien avant la remise en avant de l'époque médiévale.
Cet intérêt pour l'architecture Renaissance et surtout médiévale du quartier prend de l'importance à partir des années 1830-1840 grâce à la faveur du courant romantique favorisant le Moyen Age et le symbolisme de la ruine. Puis c'est ensuite au tour des travaux d'architecture d'Eugène Viollet-le-Duc vers 1850 d'accélérer l'intérêt pour les édifices de l'époque gothique. Cet engouement prend alors véritablement son essor et s'accompagne de quelques publications comme Recherches sur l'architecture, la sculpture etc., dans les maisons du Moyen-Age et de la Renaissance à Lyon de Pierre Martin. Dès 1860, des érudits renouent donc avec le quartier du Vieux Lyon et cherchent bien plus activement à le préserver. Aimé Vingtrinier, directeur de la Revue du Lyonnais, propose par exemple de conserver tous les monuments menacés du quartier par le dessin ou la photographie.
En effet des édifices sont menacés de destruction car l'insalubrité et la misère du lieu ne sont pas passées inaperçues auprès de la municipalité, surtout après que les médecins Monfalcon, Martin et Villermé aient publié des textes sur l'état des lieux et des personnes y résidant. En réponse à cela, le conseil de salubrité de la ville préconisa en 1850 d'effectuer de nombreuses démolitions et de reconstruire à neuf ensuite.

#### La création de la «Commission municipale du Vieux Lyon»
En parallèle de ces décisions urbanistiques, dès 1850, l'idée de créer une commission pour conseiller les locaux sur les destructions ou les modifications urbaines dans le quartier émerge. Cependant, ce n'est qu'en mars 1898 que 21 élus municipaux s'associent pour exiger l'existence d'une telle commission dont le but serait de dresser l'inventaire du patrimoine du quartier, de conserver une trace des vestiges du Vieux Lyon et de les conserver dans le meilleur état possible. Ainsi, le 3 mai 1898, 10 conseillers municipaux et 12 personnes extérieures aux instances municipales constituent la première « Commission archéologique du Vieux Lyon ».
Cette commission est animée par la volonté de collecter et de conserver une trace du patrimoine. Dans les traces d'Aimé Vingtrinier, l'idée de la photographie paraît idéale. Cette technique est reconnue au début du XXe siècle comme l'un des meilleurs moyens de conserver l'architecture. La notion de collection est également importante au XIXe siècle car l'accumulation est perçue comme l'accès privilégié à la connaissance. L'influence des pratiques de la Commission du Vieux Paris est très probable. Cette dernière achète notamment des clichés des vieux quartiers parisiens au photographe Eugène Atget.

#### La commande à Jules Sylvestre
Alors que le besoin de conserver par l'image les édifices et le patrimoine du Vieux Lyon augmente au sein de la commission, le photographe lyonnais Jules Sylvestre est mandaté en 1901 pour mener une campagne photographique. Ces clichés de rues et d'édifices anciens des trois quartiers du Vieux Lyon sont réunis au sein de trois albums, au format 18X24 cm, conservés au musée Gadagne.
Cette commande a pour objectif de sauvegarder par l'image et de documenter les quartiers anciens de la ville (principalement Saint-Paul et Saint-Jean) avant que leurs monuments et leurs maisons ne disparaissent au fur et à mesure du temps et des réorganisations urbanistiques causées par l'insalubrité et leur impraticabilité. De nombreux projets d'urbanisation étaient prévus et allaient modifier l'aspect des quartiers, des travaux déjà amorcés au Second Empire et qui avaient fait disparaître des quartiers de la rive droite comme le quartier Grolée.
En amont de la commande, M. George, alors second vice-président de la Commission du Vieux Lyon ordonne la création d'une sous-commission pour inventorier les éléments d'intérêts de ces quartiers. Une première liste est distribuée aux membres de la Commission en 1899 Puis en 1901, de nouveaux membres sont invités à rejoindre cette sous-commission pour développer cet inventaire. Le secrétaire de la Commission, Constant Tissot, est chargé de la documentation concernant ces éléments et l'accompagne de détails comme les noms des rues et les numéros des maisons concernées avec même parfois des informations complémentaires sur les bâtiments, un indice quant à la démarche scientifique de cette commande où toutes les informations possibles devaient être conservées.
Dès la genèse de cette commande, la Commission du Vieux Lyon souhaite conserver la propriété des photographies réalisées dans l'optique de les partager aux bibliothèques et musées de la ville pour la connaissance du public. Des projections lumineuses des photographies de Jules Sylvestre sont organisées en 1902 et 1914 dans des lieux comme le Palais de Commerce ou la Chambre syndicale des propriétés immobilières.

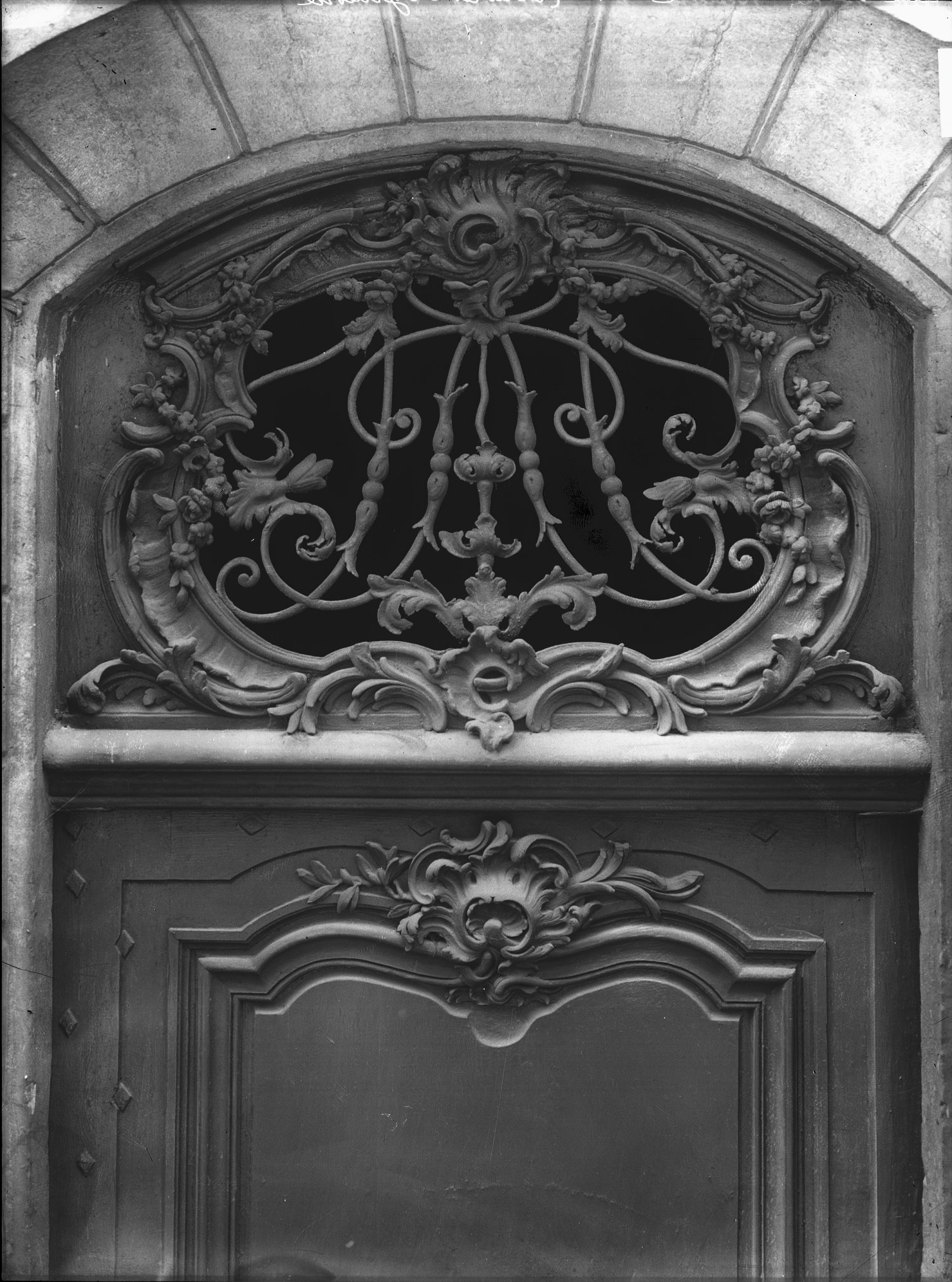
Imposte du 6 place de la Baleine, par Jules Sylvestre
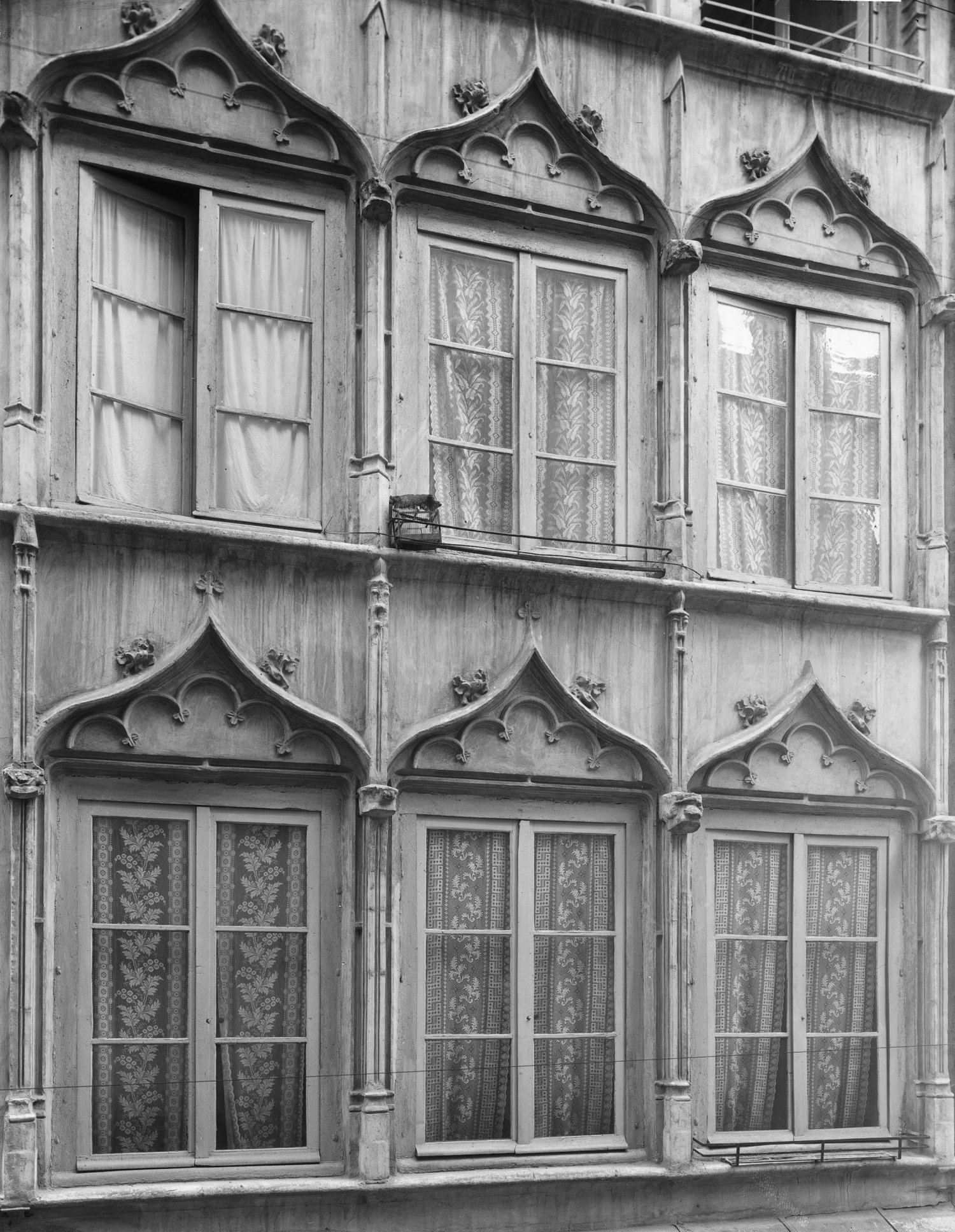
Façade du 7 rue Saint-Jean, par Jules Sylvestre
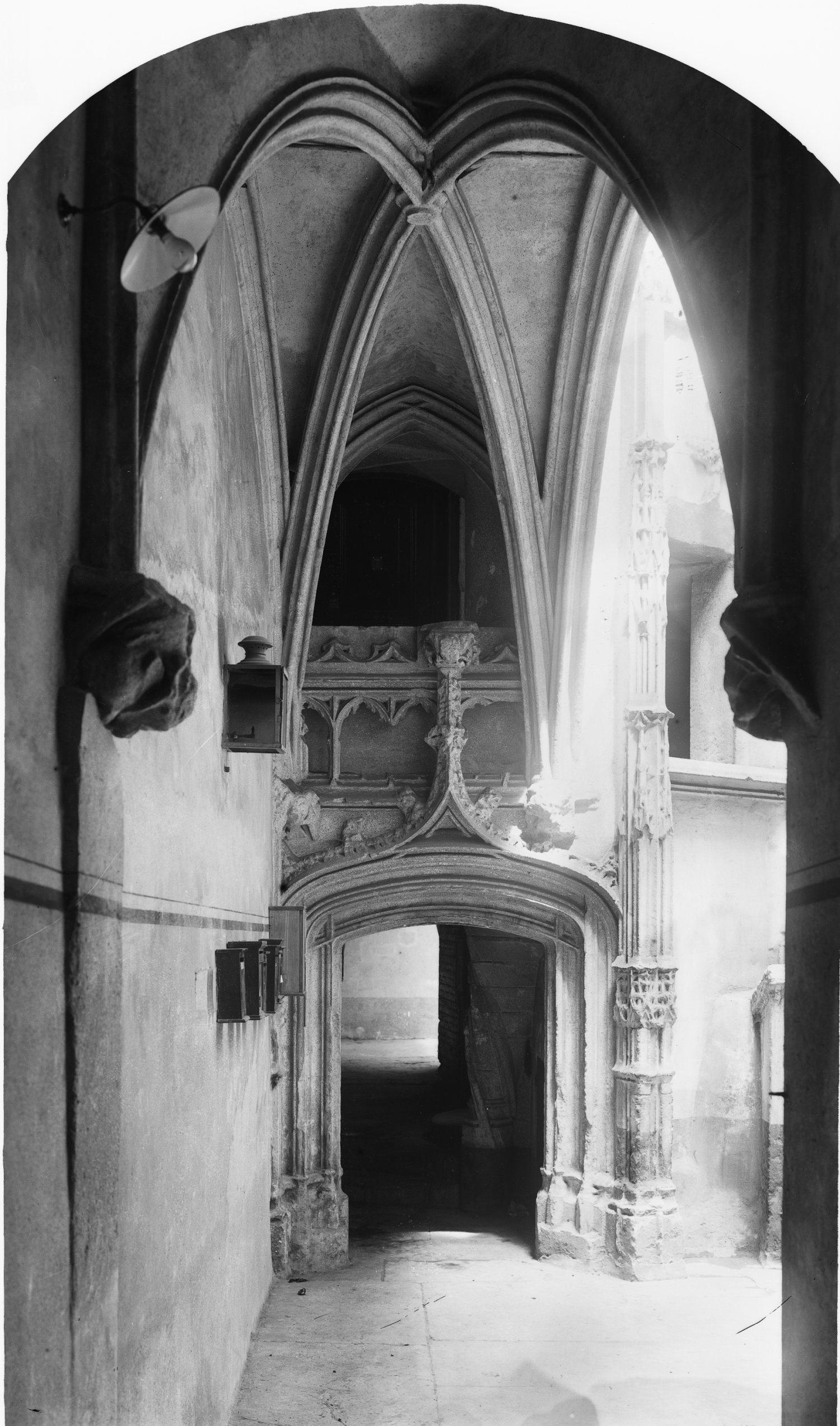
Cour du 11 rue Saint-Jean par Jules Sylvestre
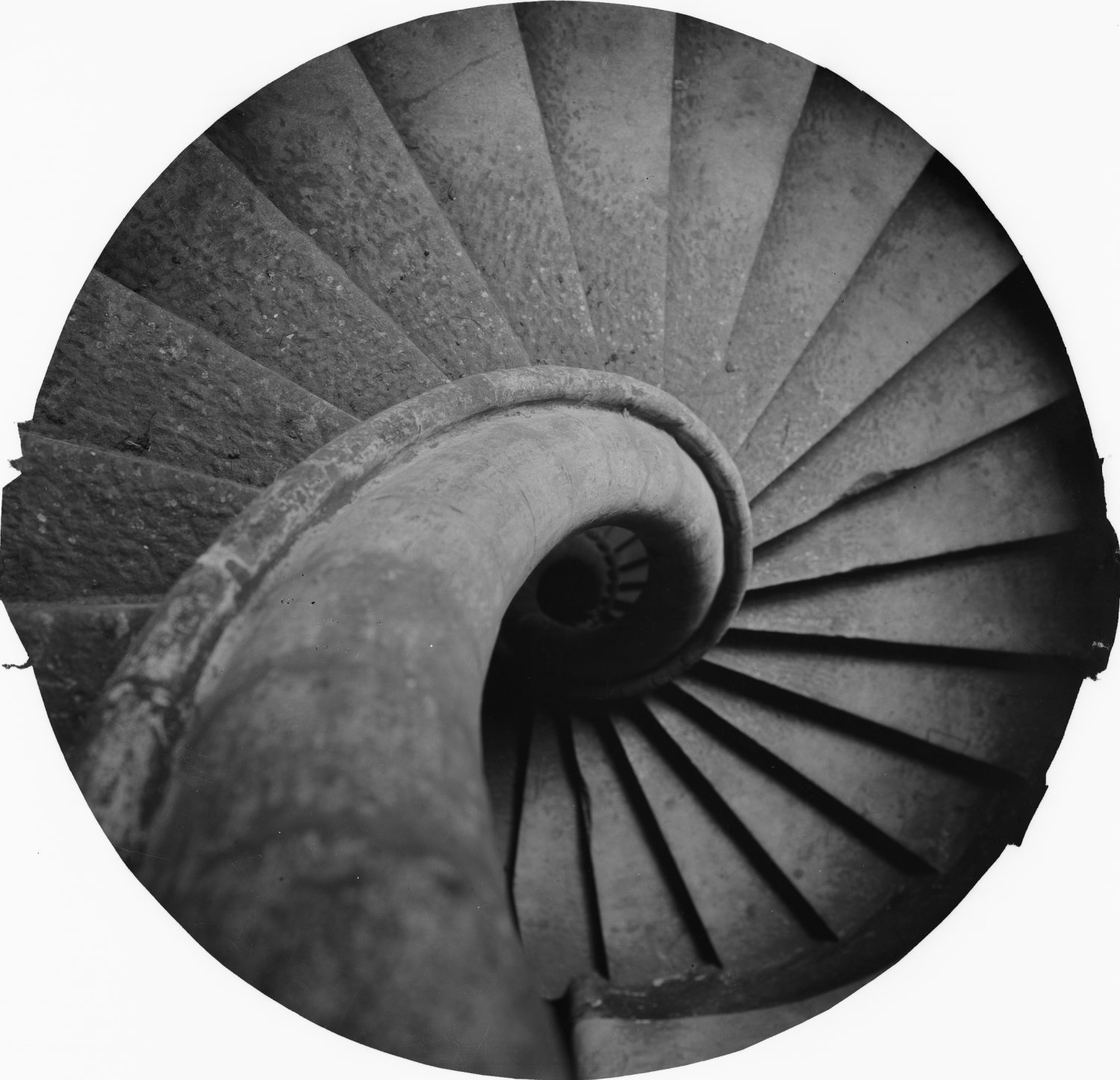
Escalier du 10 rue Lainerie par Jules Sylvestre

### La première moitié duXXesiècle
Lors de la Première Guerre mondiale, les loyers sont bloqués à des prix bas. S'ensuit donc un délaissement des travaux d'entretiens et d'équipement des logements. Les personnes aisées méprisent le quartier et les investisseurs aussi.
Il existe cependant une certaine conscience patrimoniale, notamment grâce à l'existence de la commission et avec le classement au titre de Monuments historiques à partir de 1913 de la Primatiale Saint-Jean, de l'église Saint-Paul et de la galerie Philibert Delorme. Les édifices considérés comme moins importants finissent par être inscrits sur l'inventaire supplémentaire. Ces mesures de protection empêchent la modification ou la destruction de ces bâtiments. Pourtant, l'idée survenue dès 1850 de détruire le reste du Vieux Lyon pour ne laisser debout que les édifices jugés historiques et qualitatifs au milieu d'un tissu urbain neuf reste toujours vive.
Le quartier Saint-Georges abrite d'ailleurs toujours une population pauvre et ce blocage des projets de démolition en vue d'une urbanisation du Vieux Lyon amènent certains logements en 1950 à ne pas être reliés aux égouts, à l'eau courante ou à l'électricité, ce qui alimente ces projets de démolition. Une certaine fracture sociale entre le quartier Saint-Georges, délaissé et pauvre, et le quartier Saint-Jean, encore un peu prestigieux grâce à la primatiale, se creuse dans le même temps.
Dans la nuit du 12 au 13 novembre 1930, un glissement de terrain se produit sur la colline de Fourvière et détruit six immeubles, un accident dû à l'état négligé du quartier, laissé à l'abandon par l'administration lyonnaise. Les eaux souterraines ont fait pression sur les soutènements au fil du temps qui se sont finalement rompus. À la suite de cela, le Vieux Lyon fait face à une augmentation des démolitions de 1931 à 1937. Des barres d'immeubles sont d'ailleurs reconstruites vers 1955, là où les immeubles ont été détruits par le glissement de terrain.
Malgré des constructions nouvelles au sein du quartier, ce dernier demeure insalubre et pose problème à la municipalité. En 1958, le projet de rénovation urbaine complète du quartier reprend son essor et menace les édifices du quartier d'une destruction qu'empêchera la promulgation du quartier en tant que secteur sauvegardé (voir ci-dessous "Le secteur sauvegardé").

## La réhabilitation du Vieux Lyon

### La création de la RVL
Le 18 octobre 1946, l'association « Renaissance du Vieux Lyon » (RVL) est créée par François Pallasse avec pour objectifs de protéger les quartiers du Vieux Lyon des destructions d'après-guerre, de sauvegarder le patrimoine actuel et de le mettre en valeur.
Les actions de l'association de 1946 à nos jours ont été prolifiques et s'orientent vers trois axes : des actions de campagnes pour empêcher des démolitions ou des rénovations urbanistiques qui nuiraient à la protection du patrimoine de ces quartiers, des actions de restauration et de formation et enfin des actions de revalorisation du Vieux Lyon.

#### Les campagnes
L'association de la RVL a lutté et contesté de nombreux projets d'urbanisation du Vieux Lyon qu'elle jugeait dénaturant et allant à l'encontre la protection du patrimoine lyonnais. Des demandes pour l'aménagement du quartier ont également été menées.
Après les demandes et les actions de valorisation entreprises entre 1946 et 1960 par la RVL (voir ci-dessous "La mise en valeur"), l'Architecte des Bâtiments de France et le maire de Lyon Louis Pradel actent le premier arrêté municipal pour la protection du quartier en 1960. Cependant, un projet de voie rapide passant au travers du Vieux Lyon et reliant la montée du Chemin-Neuf et le futur pont Maréchal Juin est également envisagé à la même époque, un projet que conteste l'association et que l'officialisation du quartier en tant que secteur sauvegardé en 1964 empêche. L'association s'oppose aussi à la démolition projetées de deux ilots d'habitation pour agrandir le Palais de Justice. La campagne échoue et le projet est menée à bien. Cependant, un jardin archéologique est créé à nouveau sur la demande de la RVL. Un plan d'urbanisme projetant des restaurations, des démolitions et des constructions à neuf est ensuite proposé par un architecte parisien dans les années 1980 auquel l'association s'oppose. Cette contestation amène une révision du projet dont la version finale est écrite par l'architecte lyonnais Jean-Gabriel Mortamet en 1984.
Pour aménager le quartier, la RVL demande en 1979 la piétonisation du quartier, une demande acceptée par la municipalité. En 1991, à la suite du succès de la revalorisation du quartier et de l'augmentation des visiteurs, une opération d'ouverture de cours privées et de traboules pour les visites est réfléchie en coopération avec plusieurs organisations de la ville. Les premières conventions sont établies entre deux HLM du quartier et la collectivité. La traboule allant du 54 rue Saint-Jean au 27 Rue du Bœuf et la cour 8 rue Juiverie sont ainsi rendues accessibles au public. Un travail avec l'Architecte des Bâtiments de France et la municipalité est également entrepris aménager un parcours signalétique patrimonial et directionnel à l'intention des touristes.

#### Les restaurations
La RVL ne se contente pas de faire campagne pour contester des démolitions ou des restaurations abusives dans le quartier du Vieux Lyon. L'association est impliquée dans les restaurations des édifices et peut même en être à l'initiative.
L'association crée une commission d'inventaire entre 1958 et 1968 pour lister les immeubles du Vieux Lyon et une commission de suivi des restaurations après avoir participé à la création de la Sémirely (Société d'économie mixte de restauration du Vieux Lyon) en 1963, et à la formation de bénévoles à la restauration. Entre 1970 et 1980, l'association suit aussi des chantiers de réhabilitation d'édifices de près en étant présents aux réunions de chantiers,.
L'association a notamment contesté la démolition du 5 rue Saint-Jean et en obtient la restauration. L'édifice est aujourd'hui devenu la MJC du Vieux Lyon - Maison pour Tous. En 1980, elle alerte également le Premier Ministre Raymond Barre de l'état encrassé de la Primatiale Saint-Jean. Après une visite sur place, les crédits sont débloqués et la restauration amorcée.

#### La mise en valeur
En parallèle de ses actions de défense du patrimoine du Vieux Lyon, la RVL a également pour objectif de valoriser et de faire connaître ce quartier aux lyonnais eux-mêmes et aux touristes hors de la métropole, tout en l'intégrant à la vie municipale de Lyon.
Dès les années 1950, des fêtes de quartier sont organisées par l'association au sein du Vieux Lyon. Avec la commission du tourisme de la Jeune Chambre Economique créée en 1954, la RVL organise des concours pour les scolaires, des expositions et des visites. Les deux entités finissent d'ailleurs par fusionner en 1955. En 1957, un rapport nommé "Suggestions pour le quartier Saint-Jean" propose d'associer le Vieux Lyon aux fêtes du bimillénaire, une idée acceptée par la municipalité. Un comité des fêtes est ensuite créé au sein de l'association en 1959 en partenariat avec le groupe folklorique "La lyonnaise" et aux marionnettes Guignol de Jean Mourguet.
La RVL est aussi très axée sur les visites du quartier et la diffusion de la connaissance du Vieux Lyon. Un partenariat avec le Syndicat d'Initiatives de la ville pour effectuer des visites de traboules est organisé très tôt après la création de l'association et une subvention municipale est même obtenue pour les concierges des immeubles visités. Des brochures et des dépliants pour la visite du quartier et les méthodes de restauration à employer sont également le fruit de cette collaboration. En 1957 est publié un premier circuit de visite du quartier puis en 1959 les visites nocturnes débutent. À partir de 1980, la RVL s'implique également dans la formation des guides conférenciers de l'Office de tourisme de Lyon.
Deux évènements médiatiques apportent également de la visibilité et de la crédibilité aux actions de l'association. En 1969, l'émission « Chefs-d'œuvre en péril » décerne un premier prix à la RVL contribuant ainsi à son pouvoir d'action. Une mission d'étude sur la place de la publicité dans les centres historiques lui est d'ailleurs confiée par le ministère de la Culture en 1971.
Enfin, la RVL publie de nombreux ouvrages et périodiques pour faire connaître les recherches et actualités sur le quartier. L'ouvrage "Renaissance" en 1960 est la première grande publication, une action qui se poursuit encore aujourd'hui. Le bulletin de la RVL, journal depuis 1962, publie également l'actualité d'autres quartiers non lyonnais partageant des problématiques similaires. L'association a inspiré d'autres collectifs du même type, comme Renaissance du Vieux Limoges, à Limoges, créée en 1973. Dans cet même optique, dès 1962, sont organisées des journées d'étude à but formatif sur l'urbanisme, l'architecture et l'histoire.

### Le secteur sauvegardé
Cette insistance pour la protection du Vieux Lyon auprès de la ville amène à l'acception de la décision d'André Malraux alors ministre des affaires culturelles qui a prononcé en 1962 un discours devant l'Assemblée nationale en faveur de la sauvegarde du quartier. Cela est officialisé le 12 mai 1964 avec la création du premier secteur sauvegardé pour le quartier du Vieux Lyon.

### L'Unesco
Dès 1996, à l'occasion de la visite d'un membre de l'Unesco au cours de l'Assemblée Générale de la RVL, l'idée de préparer un dossier pour demander l'inscription du Vieux Lyon sur la liste du patrimoine mondial de l'Unesco se concrétise et est proposée au maire de l'époque, Raymond Barre.
En 1998, le dossier pour l'inscription du Vieux Lyon, présentée par la RVL, sur la liste du patrimoine mondiale de l'Unesco est acceptée après recommandation de l'ICOMOS. Le classement inclut le Vieux Lyon et le quartier de Fourvière, les pentes de la Croix-Rousse et la Presqu’île (du boulevard de la Croix-Rousse au nord jusqu’à Ainay, rue Franklin, au sud). En 2013, un plan de gestion du site historique est officialisé et un bilan à mi-parcours a été évalué en 2016. Un nouveau plan de gestion a également été approuvé par la municipalité le 30 septembre 2024.
À la suite de son inscription, une commission lyonnaise est créée en 2013 : "Commission locale du site Unesco de Lyon inscrit au patrimoine mondial" composée entre autres du Préfet, de membres de l’État et du Président de la Métropole. Cette commission est chargée d'évaluer toutes les propositions d'urbanisation (aménagements, constructions, etc.) ou de potentiels changements proposés sur le Plan de sauvegarde et de mise en valeur du site.

## Accès
Ce site est desservi par la station de métro Vieux Lyon - Cathédrale Saint-Jean. Le funiculaire est également présent pour se rendre à la basilique Notre-Dame de Fourvière et au théâtre antique de Lyon sur la colline.

## Galerie de photos

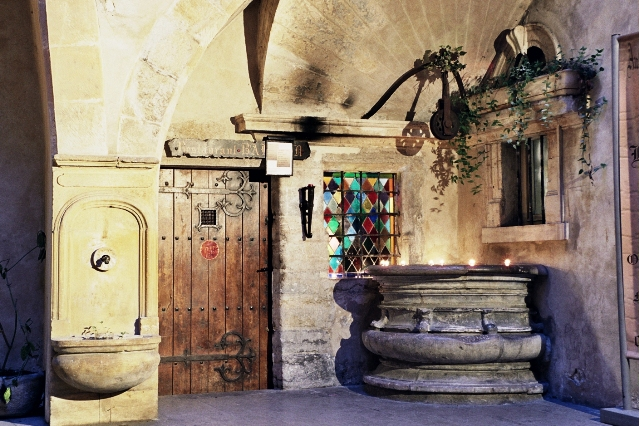
Puits de la cour Philibert Delorme, rue Juiverie
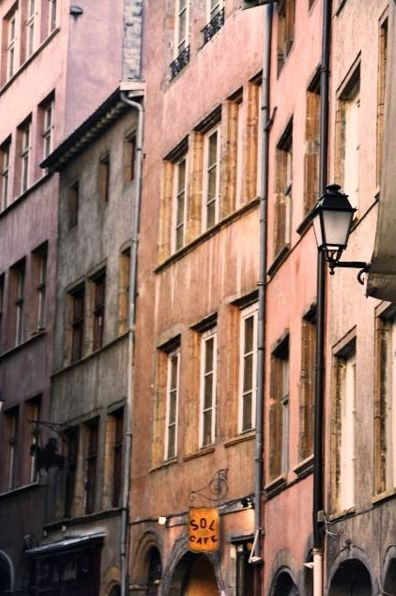
Façades de la rue du Bœuf
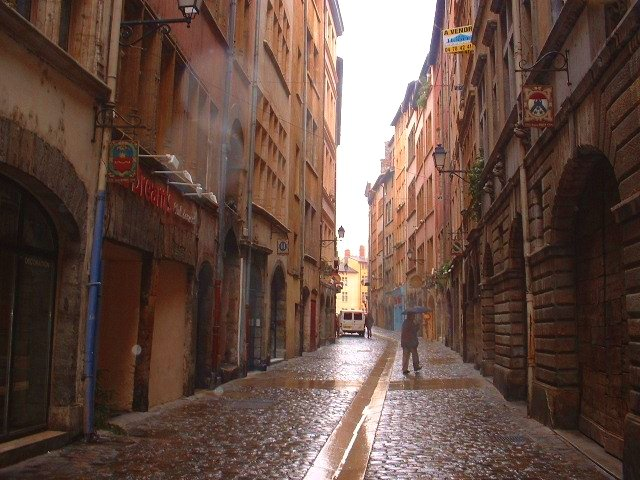
La rue Juiverie sous la pluie.
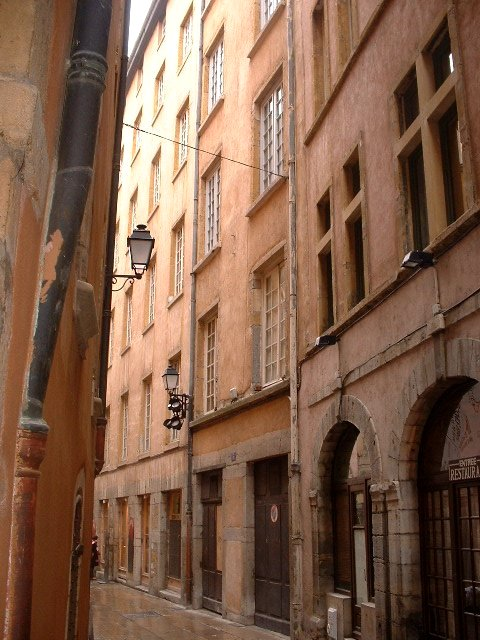
La rue Gadagne, où se situe le musée du même nom
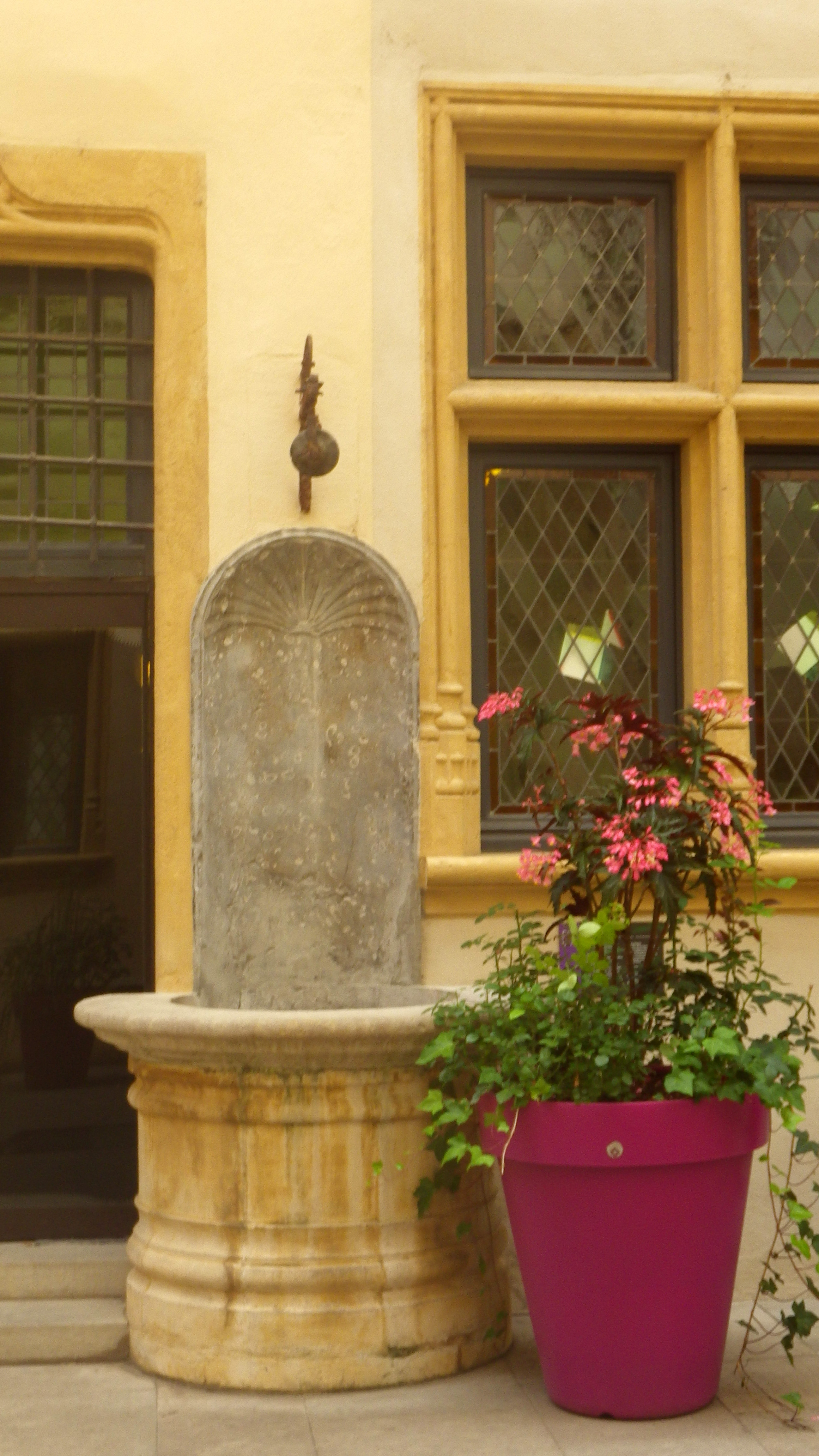
Petite fontaine Renaissance située dans la cour des Musées Gadagne dans le vieux Lyon.
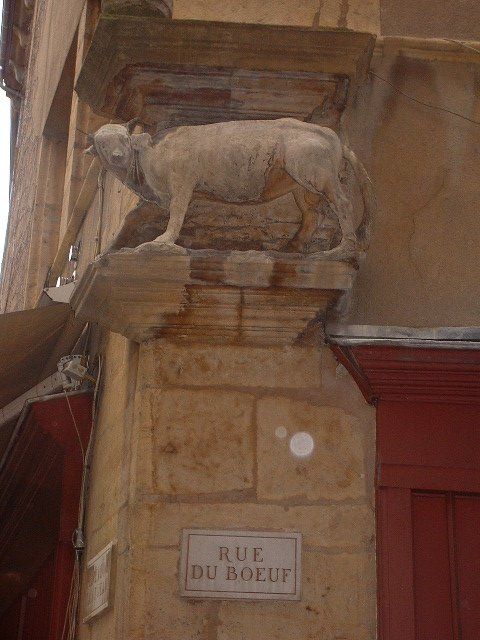
La statue à l'angle de la rue du Bœuf et de la place neuve Saint-Jean

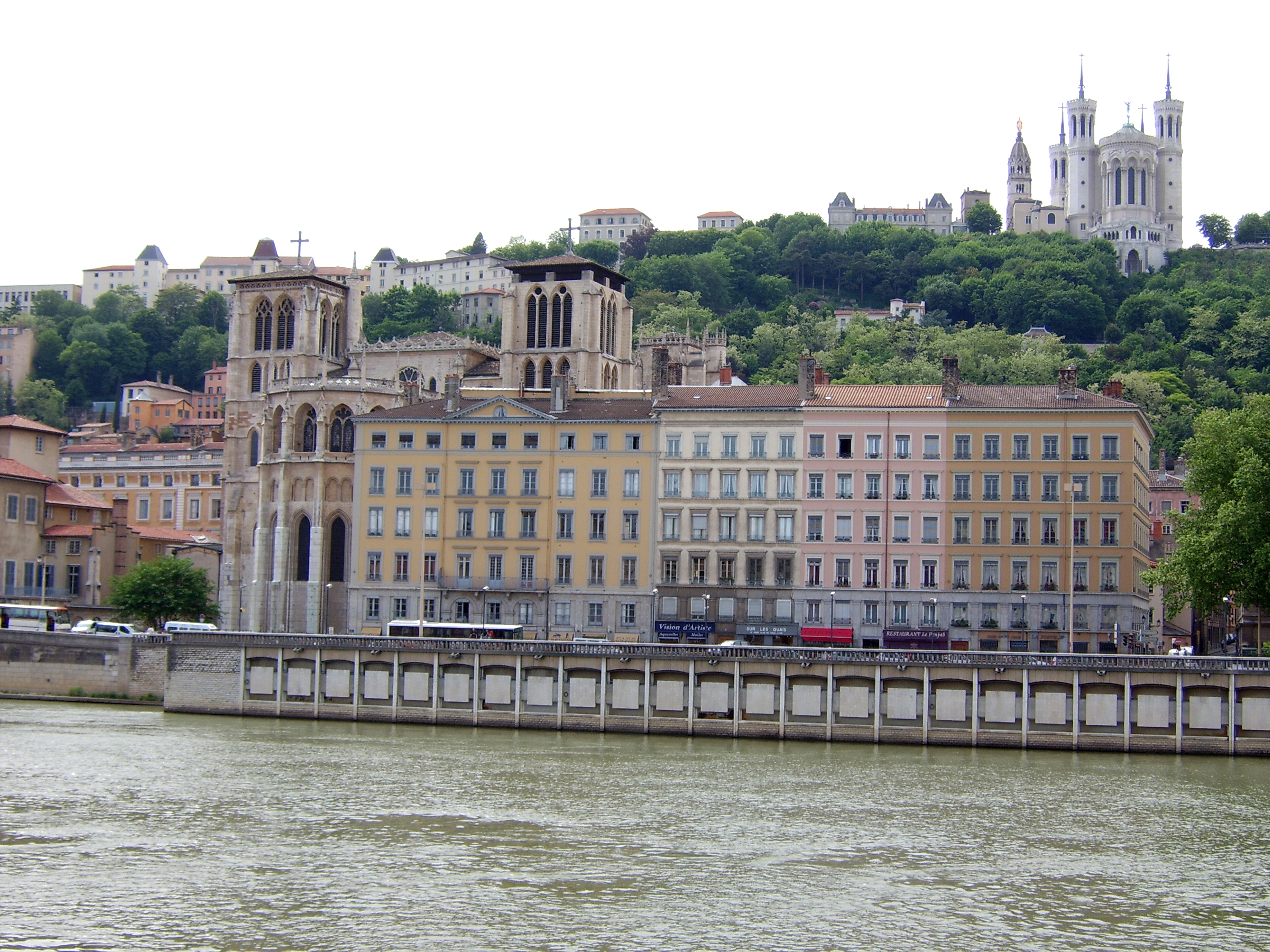
La primatiale Saint-Jean et la Saône, dominées par la colline de Fourvière
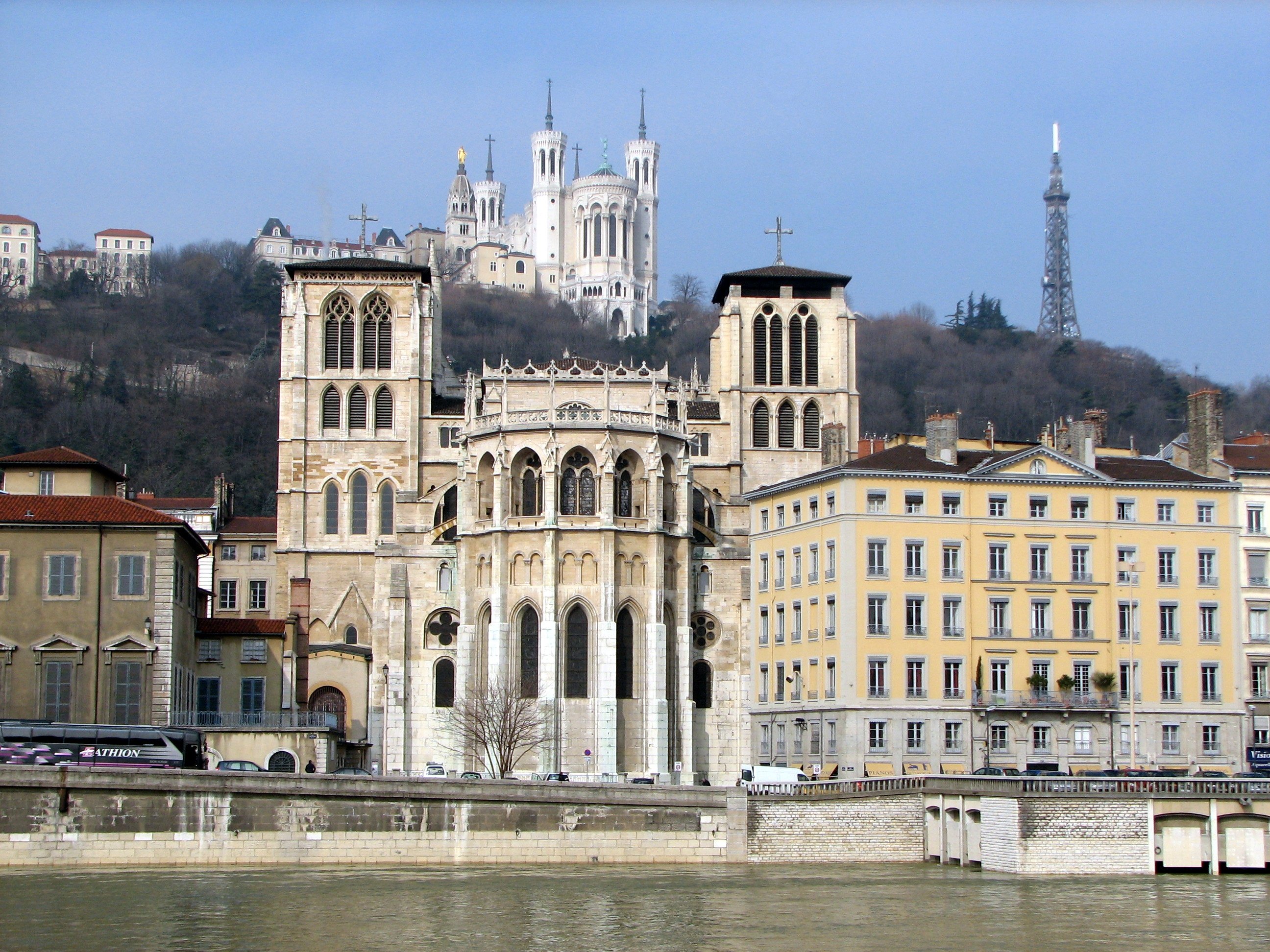
La Saône et la primatiale Saint-Jean au premier plan, et la basilique Notre-Dame de Fourvière à l'arrière-plan
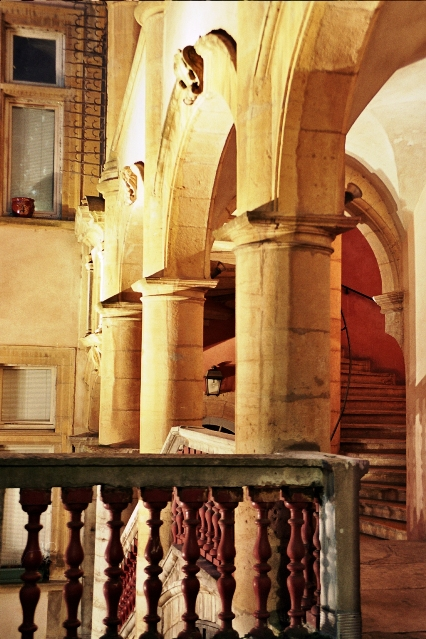
Façade dans le quartier de Saint-Paul
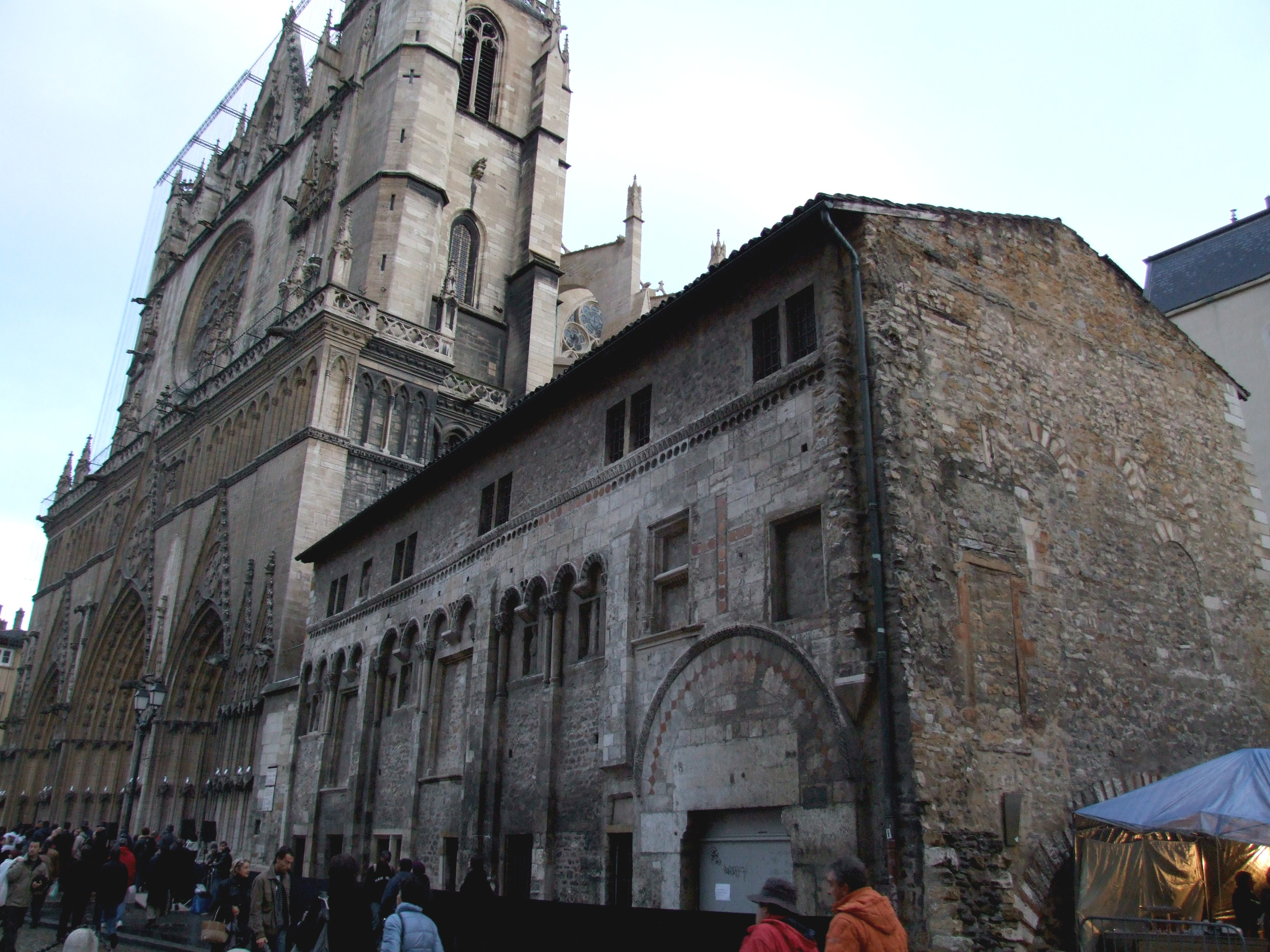
La cathédrale Saint-Jean et la manécanterie (un des plus vieux bâtiments de Lyon)